# Fußball-Ligasystem in England
Das Fußball-Ligasystem in England, auch als Fußballpyramide (engl. Football pyramid) bekannt, ist eine Serie von verbundenen Fußballligen in England. Neben englischen Klubs nehmen auch einige wenige walisische Vereine teil. Diese Ligen sind in Level unterteilt, die Premier League ist Level 1, die Football League Championship ist 2 und so weiter. Die Anzahl der Vereine schwankt zwischen 10 und 24.

## Divisionen
Zusätzlich zum Levelsystem gibt es auch noch die Divisionen-Unterteilung. Die verschiedenen Divisionen haben die gleichen Level, aber die Klubanzahl ist unterschiedlich, wie auch die Region, in der jeweils gespielt wird. Die Turniere der verschiedenen Divisionen finden meistens gleichzeitig statt.

## Fußballligenübersicht
| Level | Liga/Ligen/Division(en) | Liga/Ligen/Division(en) | Liga/Ligen/Division(en) | Liga/Ligen/Division(en) | Liga/Ligen/Division(en) | Liga/Ligen/Division(en) | Liga/Ligen/Division(en) | Liga/Ligen/Division(en) | Liga/Ligen/Division(en) | Liga/Ligen/Division(en) | Liga/Ligen/Division(en) | Liga/Ligen/Division(en) | Liga/Ligen/Division(en) | Liga/Ligen/Division(en) | Liga/Ligen/Division(en) | Liga/Ligen/Division(en) | Liga/Ligen/Division(en) | Liga/Ligen/Division(en) | Liga/Ligen/Division(en) | Liga/Ligen/Division(en) | Liga/Ligen/Division(en) | Liga/Ligen/Division(en) | Liga/Ligen/Division(en) | Liga/Ligen/Division(en) | Liga/Ligen/Division(en) | Liga/Ligen/Division(en) | Liga/Ligen/Division(en) | Liga/Ligen/Division(en) | Liga/Ligen/Division(en) | Liga/Ligen/Division(en) | Liga/Ligen/Division(en) | Liga/Ligen/Division(en) |
| ----- | --- | --- | --- | --- | --- | --- | --- | --- | --- | --- | --- | --- | --- | --- | --- | --- | --- | --- | --- | --- | --- | --- | --- | --- | --- | --- | --- | --- | --- | --- | --- | --- |
| 1     | Premier League 20 Vereine – 3 Absteiger | Premier League 20 Vereine – 3 Absteiger | Premier League 20 Vereine – 3 Absteiger | Premier League 20 Vereine – 3 Absteiger | Premier League 20 Vereine – 3 Absteiger | Premier League 20 Vereine – 3 Absteiger | Premier League 20 Vereine – 3 Absteiger | Premier League 20 Vereine – 3 Absteiger | Premier League 20 Vereine – 3 Absteiger | Premier League 20 Vereine – 3 Absteiger | Premier League 20 Vereine – 3 Absteiger | Premier League 20 Vereine – 3 Absteiger | Premier League 20 Vereine – 3 Absteiger | Premier League 20 Vereine – 3 Absteiger | Premier League 20 Vereine – 3 Absteiger | Premier League 20 Vereine – 3 Absteiger | Premier League 20 Vereine – 3 Absteiger | Premier League 20 Vereine – 3 Absteiger | Premier League 20 Vereine – 3 Absteiger | Premier League 20 Vereine – 3 Absteiger | Premier League 20 Vereine – 3 Absteiger | Premier League 20 Vereine – 3 Absteiger | Premier League 20 Vereine – 3 Absteiger | Premier League 20 Vereine – 3 Absteiger | Premier League 20 Vereine – 3 Absteiger | Premier League 20 Vereine – 3 Absteiger | Premier League 20 Vereine – 3 Absteiger | Premier League 20 Vereine – 3 Absteiger | Premier League 20 Vereine – 3 Absteiger | Premier League 20 Vereine – 3 Absteiger | Premier League 20 Vereine – 3 Absteiger | Premier League 20 Vereine – 3 Absteiger |
| 2     | Football League Championship 24 Vereine – 3 Aufsteiger, 3 Absteiger | Football League Championship 24 Vereine – 3 Aufsteiger, 3 Absteiger | Football League Championship 24 Vereine – 3 Aufsteiger, 3 Absteiger | Football League Championship 24 Vereine – 3 Aufsteiger, 3 Absteiger | Football League Championship 24 Vereine – 3 Aufsteiger, 3 Absteiger | Football League Championship 24 Vereine – 3 Aufsteiger, 3 Absteiger | Football League Championship 24 Vereine – 3 Aufsteiger, 3 Absteiger | Football League Championship 24 Vereine – 3 Aufsteiger, 3 Absteiger | Football League Championship 24 Vereine – 3 Aufsteiger, 3 Absteiger | Football League Championship 24 Vereine – 3 Aufsteiger, 3 Absteiger | Football League Championship 24 Vereine – 3 Aufsteiger, 3 Absteiger | Football League Championship 24 Vereine – 3 Aufsteiger, 3 Absteiger | Football League Championship 24 Vereine – 3 Aufsteiger, 3 Absteiger | Football League Championship 24 Vereine – 3 Aufsteiger, 3 Absteiger | Football League Championship 24 Vereine – 3 Aufsteiger, 3 Absteiger | Football League Championship 24 Vereine – 3 Aufsteiger, 3 Absteiger | Football League Championship 24 Vereine – 3 Aufsteiger, 3 Absteiger | Football League Championship 24 Vereine – 3 Aufsteiger, 3 Absteiger | Football League Championship 24 Vereine – 3 Aufsteiger, 3 Absteiger | Football League Championship 24 Vereine – 3 Aufsteiger, 3 Absteiger | Football League Championship 24 Vereine – 3 Aufsteiger, 3 Absteiger | Football League Championship 24 Vereine – 3 Aufsteiger, 3 Absteiger | Football League Championship 24 Vereine – 3 Aufsteiger, 3 Absteiger | Football League Championship 24 Vereine – 3 Aufsteiger, 3 Absteiger | Football League Championship 24 Vereine – 3 Aufsteiger, 3 Absteiger | Football League Championship 24 Vereine – 3 Aufsteiger, 3 Absteiger | Football League Championship 24 Vereine – 3 Aufsteiger, 3 Absteiger | Football League Championship 24 Vereine – 3 Aufsteiger, 3 Absteiger | Football League Championship 24 Vereine – 3 Aufsteiger, 3 Absteiger | Football League Championship 24 Vereine – 3 Aufsteiger, 3 Absteiger | Football League Championship 24 Vereine – 3 Aufsteiger, 3 Absteiger | Football League Championship 24 Vereine – 3 Aufsteiger, 3 Absteiger |
| 3     | Football League One 24 Vereine – 3 Aufsteiger, 4 Absteiger | Football League One 24 Vereine – 3 Aufsteiger, 4 Absteiger | Football League One 24 Vereine – 3 Aufsteiger, 4 Absteiger | Football League One 24 Vereine – 3 Aufsteiger, 4 Absteiger | Football League One 24 Vereine – 3 Aufsteiger, 4 Absteiger | Football League One 24 Vereine – 3 Aufsteiger, 4 Absteiger | Football League One 24 Vereine – 3 Aufsteiger, 4 Absteiger | Football League One 24 Vereine – 3 Aufsteiger, 4 Absteiger | Football League One 24 Vereine – 3 Aufsteiger, 4 Absteiger | Football League One 24 Vereine – 3 Aufsteiger, 4 Absteiger | Football League One 24 Vereine – 3 Aufsteiger, 4 Absteiger | Football League One 24 Vereine – 3 Aufsteiger, 4 Absteiger | Football League One 24 Vereine – 3 Aufsteiger, 4 Absteiger | Football League One 24 Vereine – 3 Aufsteiger, 4 Absteiger | Football League One 24 Vereine – 3 Aufsteiger, 4 Absteiger | Football League One 24 Vereine – 3 Aufsteiger, 4 Absteiger | Football League One 24 Vereine – 3 Aufsteiger, 4 Absteiger | Football League One 24 Vereine – 3 Aufsteiger, 4 Absteiger | Football League One 24 Vereine – 3 Aufsteiger, 4 Absteiger | Football League One 24 Vereine – 3 Aufsteiger, 4 Absteiger | Football League One 24 Vereine – 3 Aufsteiger, 4 Absteiger | Football League One 24 Vereine – 3 Aufsteiger, 4 Absteiger | Football League One 24 Vereine – 3 Aufsteiger, 4 Absteiger | Football League One 24 Vereine – 3 Aufsteiger, 4 Absteiger | Football League One 24 Vereine – 3 Aufsteiger, 4 Absteiger | Football League One 24 Vereine – 3 Aufsteiger, 4 Absteiger | Football League One 24 Vereine – 3 Aufsteiger, 4 Absteiger | Football League One 24 Vereine – 3 Aufsteiger, 4 Absteiger | Football League One 24 Vereine – 3 Aufsteiger, 4 Absteiger | Football League One 24 Vereine – 3 Aufsteiger, 4 Absteiger | Football League One 24 Vereine – 3 Aufsteiger, 4 Absteiger | Football League One 24 Vereine – 3 Aufsteiger, 4 Absteiger |
| 4     | Football League Two 24 Vereine – 4 Aufsteiger, 2 Absteiger | Football League Two 24 Vereine – 4 Aufsteiger, 2 Absteiger | Football League Two 24 Vereine – 4 Aufsteiger, 2 Absteiger | Football League Two 24 Vereine – 4 Aufsteiger, 2 Absteiger | Football League Two 24 Vereine – 4 Aufsteiger, 2 Absteiger | Football League Two 24 Vereine – 4 Aufsteiger, 2 Absteiger | Football League Two 24 Vereine – 4 Aufsteiger, 2 Absteiger | Football League Two 24 Vereine – 4 Aufsteiger, 2 Absteiger | Football League Two 24 Vereine – 4 Aufsteiger, 2 Absteiger | Football League Two 24 Vereine – 4 Aufsteiger, 2 Absteiger | Football League Two 24 Vereine – 4 Aufsteiger, 2 Absteiger | Football League Two 24 Vereine – 4 Aufsteiger, 2 Absteiger | Football League Two 24 Vereine – 4 Aufsteiger, 2 Absteiger | Football League Two 24 Vereine – 4 Aufsteiger, 2 Absteiger | Football League Two 24 Vereine – 4 Aufsteiger, 2 Absteiger | Football League Two 24 Vereine – 4 Aufsteiger, 2 Absteiger | Football League Two 24 Vereine – 4 Aufsteiger, 2 Absteiger | Football League Two 24 Vereine – 4 Aufsteiger, 2 Absteiger | Football League Two 24 Vereine – 4 Aufsteiger, 2 Absteiger | Football League Two 24 Vereine – 4 Aufsteiger, 2 Absteiger | Football League Two 24 Vereine – 4 Aufsteiger, 2 Absteiger | Football League Two 24 Vereine – 4 Aufsteiger, 2 Absteiger | Football League Two 24 Vereine – 4 Aufsteiger, 2 Absteiger | Football League Two 24 Vereine – 4 Aufsteiger, 2 Absteiger | Football League Two 24 Vereine – 4 Aufsteiger, 2 Absteiger | Football League Two 24 Vereine – 4 Aufsteiger, 2 Absteiger | Football League Two 24 Vereine – 4 Aufsteiger, 2 Absteiger | Football League Two 24 Vereine – 4 Aufsteiger, 2 Absteiger | Football League Two 24 Vereine – 4 Aufsteiger, 2 Absteiger | Football League Two 24 Vereine – 4 Aufsteiger, 2 Absteiger | Football League Two 24 Vereine – 4 Aufsteiger, 2 Absteiger | Football League Two 24 Vereine – 4 Aufsteiger, 2 Absteiger |
| 5     | National League 24 Vereine – 2 Aufsteiger, 4 Absteiger | National League 24 Vereine – 2 Aufsteiger, 4 Absteiger | National League 24 Vereine – 2 Aufsteiger, 4 Absteiger | National League 24 Vereine – 2 Aufsteiger, 4 Absteiger | National League 24 Vereine – 2 Aufsteiger, 4 Absteiger | National League 24 Vereine – 2 Aufsteiger, 4 Absteiger | National League 24 Vereine – 2 Aufsteiger, 4 Absteiger | National League 24 Vereine – 2 Aufsteiger, 4 Absteiger | National League 24 Vereine – 2 Aufsteiger, 4 Absteiger | National League 24 Vereine – 2 Aufsteiger, 4 Absteiger | National League 24 Vereine – 2 Aufsteiger, 4 Absteiger | National League 24 Vereine – 2 Aufsteiger, 4 Absteiger | National League 24 Vereine – 2 Aufsteiger, 4 Absteiger | National League 24 Vereine – 2 Aufsteiger, 4 Absteiger | National League 24 Vereine – 2 Aufsteiger, 4 Absteiger | National League 24 Vereine – 2 Aufsteiger, 4 Absteiger | National League 24 Vereine – 2 Aufsteiger, 4 Absteiger | National League 24 Vereine – 2 Aufsteiger, 4 Absteiger | National League 24 Vereine – 2 Aufsteiger, 4 Absteiger | National League 24 Vereine – 2 Aufsteiger, 4 Absteiger | National League 24 Vereine – 2 Aufsteiger, 4 Absteiger | National League 24 Vereine – 2 Aufsteiger, 4 Absteiger | National League 24 Vereine – 2 Aufsteiger, 4 Absteiger | National League 24 Vereine – 2 Aufsteiger, 4 Absteiger | National League 24 Vereine – 2 Aufsteiger, 4 Absteiger | National League 24 Vereine – 2 Aufsteiger, 4 Absteiger | National League 24 Vereine – 2 Aufsteiger, 4 Absteiger | National League 24 Vereine – 2 Aufsteiger, 4 Absteiger | National League 24 Vereine – 2 Aufsteiger, 4 Absteiger | National League 24 Vereine – 2 Aufsteiger, 4 Absteiger | National League 24 Vereine – 2 Aufsteiger, 4 Absteiger | National League 24 Vereine – 2 Aufsteiger, 4 Absteiger |
| 6     | National League North 24 Vereine – 2 Aufsteiger, 4 Absteiger | National League North 24 Vereine – 2 Aufsteiger, 4 Absteiger | National League North 24 Vereine – 2 Aufsteiger, 4 Absteiger | National League North 24 Vereine – 2 Aufsteiger, 4 Absteiger | National League North 24 Vereine – 2 Aufsteiger, 4 Absteiger | National League North 24 Vereine – 2 Aufsteiger, 4 Absteiger | National League North 24 Vereine – 2 Aufsteiger, 4 Absteiger | National League North 24 Vereine – 2 Aufsteiger, 4 Absteiger | National League North 24 Vereine – 2 Aufsteiger, 4 Absteiger | National League North 24 Vereine – 2 Aufsteiger, 4 Absteiger | National League North 24 Vereine – 2 Aufsteiger, 4 Absteiger | National League North 24 Vereine – 2 Aufsteiger, 4 Absteiger | National League North 24 Vereine – 2 Aufsteiger, 4 Absteiger | National League North 24 Vereine – 2 Aufsteiger, 4 Absteiger | National League North 24 Vereine – 2 Aufsteiger, 4 Absteiger | National League North 24 Vereine – 2 Aufsteiger, 4 Absteiger | National League South 24 Vereine – 2 Aufsteiger, 4 Absteiger | National League South 24 Vereine – 2 Aufsteiger, 4 Absteiger | National League South 24 Vereine – 2 Aufsteiger, 4 Absteiger | National League South 24 Vereine – 2 Aufsteiger, 4 Absteiger | National League South 24 Vereine – 2 Aufsteiger, 4 Absteiger | National League South 24 Vereine – 2 Aufsteiger, 4 Absteiger | National League South 24 Vereine – 2 Aufsteiger, 4 Absteiger | National League South 24 Vereine – 2 Aufsteiger, 4 Absteiger | National League South 24 Vereine – 2 Aufsteiger, 4 Absteiger | National League South 24 Vereine – 2 Aufsteiger, 4 Absteiger | National League South 24 Vereine – 2 Aufsteiger, 4 Absteiger | National League South 24 Vereine – 2 Aufsteiger, 4 Absteiger | National League South 24 Vereine – 2 Aufsteiger, 4 Absteiger | National League South 24 Vereine – 2 Aufsteiger, 4 Absteiger | National League South 24 Vereine – 2 Aufsteiger, 4 Absteiger | National League South 24 Vereine – 2 Aufsteiger, 4 Absteiger |
| 7     | Northern Premier League Premier Division 22 Vereine – 2 Aufsteiger, 4 Absteiger | Northern Premier League Premier Division 22 Vereine – 2 Aufsteiger, 4 Absteiger | Northern Premier League Premier Division 22 Vereine – 2 Aufsteiger, 4 Absteiger | Northern Premier League Premier Division 22 Vereine – 2 Aufsteiger, 4 Absteiger | Northern Premier League Premier Division 22 Vereine – 2 Aufsteiger, 4 Absteiger | Northern Premier League Premier Division 22 Vereine – 2 Aufsteiger, 4 Absteiger | Northern Premier League Premier Division 22 Vereine – 2 Aufsteiger, 4 Absteiger | Northern Premier League Premier Division 22 Vereine – 2 Aufsteiger, 4 Absteiger | Southern League Central Division 22 Vereine – 2 Aufsteiger, 4 Absteiger | Southern League Central Division 22 Vereine – 2 Aufsteiger, 4 Absteiger | Southern League Central Division 22 Vereine – 2 Aufsteiger, 4 Absteiger | Southern League Central Division 22 Vereine – 2 Aufsteiger, 4 Absteiger | Southern League Central Division 22 Vereine – 2 Aufsteiger, 4 Absteiger | Southern League Central Division 22 Vereine – 2 Aufsteiger, 4 Absteiger | Southern League Central Division 22 Vereine – 2 Aufsteiger, 4 Absteiger | Southern League Central Division 22 Vereine – 2 Aufsteiger, 4 Absteiger | Southern League South Division 22 Vereine – 2 Aufsteiger, 4 Absteiger | Southern League South Division 22 Vereine – 2 Aufsteiger, 4 Absteiger | Southern League South Division 22 Vereine – 2 Aufsteiger, 4 Absteiger | Southern League South Division 22 Vereine – 2 Aufsteiger, 4 Absteiger | Southern League South Division 22 Vereine – 2 Aufsteiger, 4 Absteiger | Southern League South Division 22 Vereine – 2 Aufsteiger, 4 Absteiger | Southern League South Division 22 Vereine – 2 Aufsteiger, 4 Absteiger | Southern League South Division 22 Vereine – 2 Aufsteiger, 4 Absteiger | Isthmian League Premier Division 22 Vereine – 2 Aufsteiger, 4 Absteiger | Isthmian League Premier Division 22 Vereine – 2 Aufsteiger, 4 Absteiger | Isthmian League Premier Division 22 Vereine – 2 Aufsteiger, 4 Absteiger | Isthmian League Premier Division 22 Vereine – 2 Aufsteiger, 4 Absteiger | Isthmian League Premier Division 22 Vereine – 2 Aufsteiger, 4 Absteiger | Isthmian League Premier Division 22 Vereine – 2 Aufsteiger, 4 Absteiger | Isthmian League Premier Division 22 Vereine – 2 Aufsteiger, 4 Absteiger | Isthmian League Premier Division 22 Vereine – 2 Aufsteiger, 4 Absteiger |
| 8     | Northern Premier League Division One Midlands 20 Vereine – 2 Aufsteiger, 2 Absteiger | Northern Premier League Division One Midlands 20 Vereine – 2 Aufsteiger, 2 Absteiger | Northern Premier League Division One Midlands 20 Vereine – 2 Aufsteiger, 2 Absteiger | Northern Premier League Division One Midlands 20 Vereine – 2 Aufsteiger, 2 Absteiger | Northern Premier League Division One West 20 Vereine – 2 Aufsteiger, 2 Absteiger | Northern Premier League Division One West 20 Vereine – 2 Aufsteiger, 2 Absteiger | Northern Premier League Division One West 20 Vereine – 2 Aufsteiger, 2 Absteiger | Northern Premier League Division One West 20 Vereine – 2 Aufsteiger, 2 Absteiger | Northern Premier League Division One East 20 Vereine – 2 Aufsteiger, 2 Absteiger | Northern Premier League Division One East 20 Vereine – 2 Aufsteiger, 2 Absteiger | Northern Premier League Division One East 20 Vereine – 2 Aufsteiger, 2 Absteiger | Northern Premier League Division One East 20 Vereine – 2 Aufsteiger, 2 Absteiger | Southern League Division One Central 20 Vereine – 2 Aufsteiger, 2 Absteiger | Southern League Division One Central 20 Vereine – 2 Aufsteiger, 2 Absteiger | Southern League Division One Central 20 Vereine – 2 Aufsteiger, 2 Absteiger | Southern League Division One Central 20 Vereine – 2 Aufsteiger, 2 Absteiger | Southern League Division One South 20 Vereine – 2 Aufsteiger, 2 Absteiger | Southern League Division One South 20 Vereine – 2 Aufsteiger, 2 Absteiger | Southern League Division One South 20 Vereine – 2 Aufsteiger, 2 Absteiger | Southern League Division One South 20 Vereine – 2 Aufsteiger, 2 Absteiger | Isthmian League Division One North 20 Vereine – 2 Aufsteiger, 2 Absteiger | Isthmian League Division One North 20 Vereine – 2 Aufsteiger, 2 Absteiger | Isthmian League Division One North 20 Vereine – 2 Aufsteiger, 2 Absteiger | Isthmian League Division One North 20 Vereine – 2 Aufsteiger, 2 Absteiger | Isthmian League Division One South Central 20 Vereine – 2 Aufsteiger, 2 Absteiger | Isthmian League Division One South Central 20 Vereine – 2 Aufsteiger, 2 Absteiger | Isthmian League Division One South Central 20 Vereine – 2 Aufsteiger, 2 Absteiger | Isthmian League Division One South Central 20 Vereine – 2 Aufsteiger, 2 Absteiger | Isthmian League Division One South East 20 Vereine – 2 Aufsteiger, 2 Absteiger | Isthmian League Division One South East 20 Vereine – 2 Aufsteiger, 2 Absteiger | Isthmian League Division One South East 20 Vereine – 2 Aufsteiger, 2 Absteiger | Isthmian League Division One South East 20 Vereine – 2 Aufsteiger, 2 Absteiger |
| 9     | Combined Counties Football League Premier Division North – 20 Vereine Combined Counties Football League Premier Division South – 20 Vereine Eastern Counties League Premier Division – 20 Vereine Essex Senior League – 20 Vereine Hellenic Football League Premier Division – 20 Vereine Midland League Premier Division – 20 Vereine North West Counties League Premier Division – 22 Vereine Northern Counties East League Premier Division – 20 Vereine Northern League Division One – 20 Vereine Southern Combination League Premier Division – 20 Vereine Southern Counties East League Premier Division – 20 Vereine Spartan South Midlands League Premier Division – 20 Vereine United Counties League Premier Division North – 18 Vereine United Counties League Premier Division South – 20 Vereine Wessex League Premier Division – 20 Vereine Western League Premier Division – 20 Vereine | Combined Counties Football League Premier Division North – 20 Vereine Combined Counties Football League Premier Division South – 20 Vereine Eastern Counties League Premier Division – 20 Vereine Essex Senior League – 20 Vereine Hellenic Football League Premier Division – 20 Vereine Midland League Premier Division – 20 Vereine North West Counties League Premier Division – 22 Vereine Northern Counties East League Premier Division – 20 Vereine Northern League Division One – 20 Vereine Southern Combination League Premier Division – 20 Vereine Southern Counties East League Premier Division – 20 Vereine Spartan South Midlands League Premier Division – 20 Vereine United Counties League Premier Division North – 18 Vereine United Counties League Premier Division South – 20 Vereine Wessex League Premier Division – 20 Vereine Western League Premier Division – 20 Vereine | Combined Counties Football League Premier Division North – 20 Vereine Combined Counties Football League Premier Division South – 20 Vereine Eastern Counties League Premier Division – 20 Vereine Essex Senior League – 20 Vereine Hellenic Football League Premier Division – 20 Vereine Midland League Premier Division – 20 Vereine North West Counties League Premier Division – 22 Vereine Northern Counties East League Premier Division – 20 Vereine Northern League Division One – 20 Vereine Southern Combination League Premier Division – 20 Vereine Southern Counties East League Premier Division – 20 Vereine Spartan South Midlands League Premier Division – 20 Vereine United Counties League Premier Division North – 18 Vereine United Counties League Premier Division South – 20 Vereine Wessex League Premier Division – 20 Vereine Western League Premier Division – 20 Vereine | Combined Counties Football League Premier Division North – 20 Vereine Combined Counties Football League Premier Division South – 20 Vereine Eastern Counties League Premier Division – 20 Vereine Essex Senior League – 20 Vereine Hellenic Football League Premier Division – 20 Vereine Midland League Premier Division – 20 Vereine North West Counties League Premier Division – 22 Vereine Northern Counties East League Premier Division – 20 Vereine Northern League Division One – 20 Vereine Southern Combination League Premier Division – 20 Vereine Southern Counties East League Premier Division – 20 Vereine Spartan South Midlands League Premier Division – 20 Vereine United Counties League Premier Division North – 18 Vereine United Counties League Premier Division South – 20 Vereine Wessex League Premier Division – 20 Vereine Western League Premier Division – 20 Vereine | Combined Counties Football League Premier Division North – 20 Vereine Combined Counties Football League Premier Division South – 20 Vereine Eastern Counties League Premier Division – 20 Vereine Essex Senior League – 20 Vereine Hellenic Football League Premier Division – 20 Vereine Midland League Premier Division – 20 Vereine North West Counties League Premier Division – 22 Vereine Northern Counties East League Premier Division – 20 Vereine Northern League Division One – 20 Vereine Southern Combination League Premier Division – 20 Vereine Southern Counties East League Premier Division – 20 Vereine Spartan South Midlands League Premier Division – 20 Vereine United Counties League Premier Division North – 18 Vereine United Counties League Premier Division South – 20 Vereine Wessex League Premier Division – 20 Vereine Western League Premier Division – 20 Vereine | Combined Counties Football League Premier Division North – 20 Vereine Combined Counties Football League Premier Division South – 20 Vereine Eastern Counties League Premier Division – 20 Vereine Essex Senior League – 20 Vereine Hellenic Football League Premier Division – 20 Vereine Midland League Premier Division – 20 Vereine North West Counties League Premier Division – 22 Vereine Northern Counties East League Premier Division – 20 Vereine Northern League Division One – 20 Vereine Southern Combination League Premier Division – 20 Vereine Southern Counties East League Premier Division – 20 Vereine Spartan South Midlands League Premier Division – 20 Vereine United Counties League Premier Division North – 18 Vereine United Counties League Premier Division South – 20 Vereine Wessex League Premier Division – 20 Vereine Western League Premier Division – 20 Vereine | Combined Counties Football League Premier Division North – 20 Vereine Combined Counties Football League Premier Division South – 20 Vereine Eastern Counties League Premier Division – 20 Vereine Essex Senior League – 20 Vereine Hellenic Football League Premier Division – 20 Vereine Midland League Premier Division – 20 Vereine North West Counties League Premier Division – 22 Vereine Northern Counties East League Premier Division – 20 Vereine Northern League Division One – 20 Vereine Southern Combination League Premier Division – 20 Vereine Southern Counties East League Premier Division – 20 Vereine Spartan South Midlands League Premier Division – 20 Vereine United Counties League Premier Division North – 18 Vereine United Counties League Premier Division South – 20 Vereine Wessex League Premier Division – 20 Vereine Western League Premier Division – 20 Vereine | Combined Counties Football League Premier Division North – 20 Vereine Combined Counties Football League Premier Division South – 20 Vereine Eastern Counties League Premier Division – 20 Vereine Essex Senior League – 20 Vereine Hellenic Football League Premier Division – 20 Vereine Midland League Premier Division – 20 Vereine North West Counties League Premier Division – 22 Vereine Northern Counties East League Premier Division – 20 Vereine Northern League Division One – 20 Vereine Southern Combination League Premier Division – 20 Vereine Southern Counties East League Premier Division – 20 Vereine Spartan South Midlands League Premier Division – 20 Vereine United Counties League Premier Division North – 18 Vereine United Counties League Premier Division South – 20 Vereine Wessex League Premier Division – 20 Vereine Western League Premier Division – 20 Vereine | Combined Counties Football League Premier Division North – 20 Vereine Combined Counties Football League Premier Division South – 20 Vereine Eastern Counties League Premier Division – 20 Vereine Essex Senior League – 20 Vereine Hellenic Football League Premier Division – 20 Vereine Midland League Premier Division – 20 Vereine North West Counties League Premier Division – 22 Vereine Northern Counties East League Premier Division – 20 Vereine Northern League Division One – 20 Vereine Southern Combination League Premier Division – 20 Vereine Southern Counties East League Premier Division – 20 Vereine Spartan South Midlands League Premier Division – 20 Vereine United Counties League Premier Division North – 18 Vereine United Counties League Premier Division South – 20 Vereine Wessex League Premier Division – 20 Vereine Western League Premier Division – 20 Vereine | Combined Counties Football League Premier Division North – 20 Vereine Combined Counties Football League Premier Division South – 20 Vereine Eastern Counties League Premier Division – 20 Vereine Essex Senior League – 20 Vereine Hellenic Football League Premier Division – 20 Vereine Midland League Premier Division – 20 Vereine North West Counties League Premier Division – 22 Vereine Northern Counties East League Premier Division – 20 Vereine Northern League Division One – 20 Vereine Southern Combination League Premier Division – 20 Vereine Southern Counties East League Premier Division – 20 Vereine Spartan South Midlands League Premier Division – 20 Vereine United Counties League Premier Division North – 18 Vereine United Counties League Premier Division South – 20 Vereine Wessex League Premier Division – 20 Vereine Western League Premier Division – 20 Vereine | Combined Counties Football League Premier Division North – 20 Vereine Combined Counties Football League Premier Division South – 20 Vereine Eastern Counties League Premier Division – 20 Vereine Essex Senior League – 20 Vereine Hellenic Football League Premier Division – 20 Vereine Midland League Premier Division – 20 Vereine North West Counties League Premier Division – 22 Vereine Northern Counties East League Premier Division – 20 Vereine Northern League Division One – 20 Vereine Southern Combination League Premier Division – 20 Vereine Southern Counties East League Premier Division – 20 Vereine Spartan South Midlands League Premier Division – 20 Vereine United Counties League Premier Division North – 18 Vereine United Counties League Premier Division South – 20 Vereine Wessex League Premier Division – 20 Vereine Western League Premier Division – 20 Vereine | Combined Counties Football League Premier Division North – 20 Vereine Combined Counties Football League Premier Division South – 20 Vereine Eastern Counties League Premier Division – 20 Vereine Essex Senior League – 20 Vereine Hellenic Football League Premier Division – 20 Vereine Midland League Premier Division – 20 Vereine North West Counties League Premier Division – 22 Vereine Northern Counties East League Premier Division – 20 Vereine Northern League Division One – 20 Vereine Southern Combination League Premier Division – 20 Vereine Southern Counties East League Premier Division – 20 Vereine Spartan South Midlands League Premier Division – 20 Vereine United Counties League Premier Division North – 18 Vereine United Counties League Premier Division South – 20 Vereine Wessex League Premier Division – 20 Vereine Western League Premier Division – 20 Vereine | Combined Counties Football League Premier Division North – 20 Vereine Combined Counties Football League Premier Division South – 20 Vereine Eastern Counties League Premier Division – 20 Vereine Essex Senior League – 20 Vereine Hellenic Football League Premier Division – 20 Vereine Midland League Premier Division – 20 Vereine North West Counties League Premier Division – 22 Vereine Northern Counties East League Premier Division – 20 Vereine Northern League Division One – 20 Vereine Southern Combination League Premier Division – 20 Vereine Southern Counties East League Premier Division – 20 Vereine Spartan South Midlands League Premier Division – 20 Vereine United Counties League Premier Division North – 18 Vereine United Counties League Premier Division South – 20 Vereine Wessex League Premier Division – 20 Vereine Western League Premier Division – 20 Vereine | Combined Counties Football League Premier Division North – 20 Vereine Combined Counties Football League Premier Division South – 20 Vereine Eastern Counties League Premier Division – 20 Vereine Essex Senior League – 20 Vereine Hellenic Football League Premier Division – 20 Vereine Midland League Premier Division – 20 Vereine North West Counties League Premier Division – 22 Vereine Northern Counties East League Premier Division – 20 Vereine Northern League Division One – 20 Vereine Southern Combination League Premier Division – 20 Vereine Southern Counties East League Premier Division – 20 Vereine Spartan South Midlands League Premier Division – 20 Vereine United Counties League Premier Division North – 18 Vereine United Counties League Premier Division South – 20 Vereine Wessex League Premier Division – 20 Vereine Western League Premier Division – 20 Vereine | Combined Counties Football League Premier Division North – 20 Vereine Combined Counties Football League Premier Division South – 20 Vereine Eastern Counties League Premier Division – 20 Vereine Essex Senior League – 20 Vereine Hellenic Football League Premier Division – 20 Vereine Midland League Premier Division – 20 Vereine North West Counties League Premier Division – 22 Vereine Northern Counties East League Premier Division – 20 Vereine Northern League Division One – 20 Vereine Southern Combination League Premier Division – 20 Vereine Southern Counties East League Premier Division – 20 Vereine Spartan South Midlands League Premier Division – 20 Vereine United Counties League Premier Division North – 18 Vereine United Counties League Premier Division South – 20 Vereine Wessex League Premier Division – 20 Vereine Western League Premier Division – 20 Vereine | Combined Counties Football League Premier Division North – 20 Vereine Combined Counties Football League Premier Division South – 20 Vereine Eastern Counties League Premier Division – 20 Vereine Essex Senior League – 20 Vereine Hellenic Football League Premier Division – 20 Vereine Midland League Premier Division – 20 Vereine North West Counties League Premier Division – 22 Vereine Northern Counties East League Premier Division – 20 Vereine Northern League Division One – 20 Vereine Southern Combination League Premier Division – 20 Vereine Southern Counties East League Premier Division – 20 Vereine Spartan South Midlands League Premier Division – 20 Vereine United Counties League Premier Division North – 18 Vereine United Counties League Premier Division South – 20 Vereine Wessex League Premier Division – 20 Vereine Western League Premier Division – 20 Vereine | Combined Counties Football League Premier Division North – 20 Vereine Combined Counties Football League Premier Division South – 20 Vereine Eastern Counties League Premier Division – 20 Vereine Essex Senior League – 20 Vereine Hellenic Football League Premier Division – 20 Vereine Midland League Premier Division – 20 Vereine North West Counties League Premier Division – 22 Vereine Northern Counties East League Premier Division – 20 Vereine Northern League Division One – 20 Vereine Southern Combination League Premier Division – 20 Vereine Southern Counties East League Premier Division – 20 Vereine Spartan South Midlands League Premier Division – 20 Vereine United Counties League Premier Division North – 18 Vereine United Counties League Premier Division South – 20 Vereine Wessex League Premier Division – 20 Vereine Western League Premier Division – 20 Vereine | Combined Counties Football League Premier Division North – 20 Vereine Combined Counties Football League Premier Division South – 20 Vereine Eastern Counties League Premier Division – 20 Vereine Essex Senior League – 20 Vereine Hellenic Football League Premier Division – 20 Vereine Midland League Premier Division – 20 Vereine North West Counties League Premier Division – 22 Vereine Northern Counties East League Premier Division – 20 Vereine Northern League Division One – 20 Vereine Southern Combination League Premier Division – 20 Vereine Southern Counties East League Premier Division – 20 Vereine Spartan South Midlands League Premier Division – 20 Vereine United Counties League Premier Division North – 18 Vereine United Counties League Premier Division South – 20 Vereine Wessex League Premier Division – 20 Vereine Western League Premier Division – 20 Vereine | Combined Counties Football League Premier Division North – 20 Vereine Combined Counties Football League Premier Division South – 20 Vereine Eastern Counties League Premier Division – 20 Vereine Essex Senior League – 20 Vereine Hellenic Football League Premier Division – 20 Vereine Midland League Premier Division – 20 Vereine North West Counties League Premier Division – 22 Vereine Northern Counties East League Premier Division – 20 Vereine Northern League Division One – 20 Vereine Southern Combination League Premier Division – 20 Vereine Southern Counties East League Premier Division – 20 Vereine Spartan South Midlands League Premier Division – 20 Vereine United Counties League Premier Division North – 18 Vereine United Counties League Premier Division South – 20 Vereine Wessex League Premier Division – 20 Vereine Western League Premier Division – 20 Vereine | Combined Counties Football League Premier Division North – 20 Vereine Combined Counties Football League Premier Division South – 20 Vereine Eastern Counties League Premier Division – 20 Vereine Essex Senior League – 20 Vereine Hellenic Football League Premier Division – 20 Vereine Midland League Premier Division – 20 Vereine North West Counties League Premier Division – 22 Vereine Northern Counties East League Premier Division – 20 Vereine Northern League Division One – 20 Vereine Southern Combination League Premier Division – 20 Vereine Southern Counties East League Premier Division – 20 Vereine Spartan South Midlands League Premier Division – 20 Vereine United Counties League Premier Division North – 18 Vereine United Counties League Premier Division South – 20 Vereine Wessex League Premier Division – 20 Vereine Western League Premier Division – 20 Vereine | Combined Counties Football League Premier Division North – 20 Vereine Combined Counties Football League Premier Division South – 20 Vereine Eastern Counties League Premier Division – 20 Vereine Essex Senior League – 20 Vereine Hellenic Football League Premier Division – 20 Vereine Midland League Premier Division – 20 Vereine North West Counties League Premier Division – 22 Vereine Northern Counties East League Premier Division – 20 Vereine Northern League Division One – 20 Vereine Southern Combination League Premier Division – 20 Vereine Southern Counties East League Premier Division – 20 Vereine Spartan South Midlands League Premier Division – 20 Vereine United Counties League Premier Division North – 18 Vereine United Counties League Premier Division South – 20 Vereine Wessex League Premier Division – 20 Vereine Western League Premier Division – 20 Vereine | Combined Counties Football League Premier Division North – 20 Vereine Combined Counties Football League Premier Division South – 20 Vereine Eastern Counties League Premier Division – 20 Vereine Essex Senior League – 20 Vereine Hellenic Football League Premier Division – 20 Vereine Midland League Premier Division – 20 Vereine North West Counties League Premier Division – 22 Vereine Northern Counties East League Premier Division – 20 Vereine Northern League Division One – 20 Vereine Southern Combination League Premier Division – 20 Vereine Southern Counties East League Premier Division – 20 Vereine Spartan South Midlands League Premier Division – 20 Vereine United Counties League Premier Division North – 18 Vereine United Counties League Premier Division South – 20 Vereine Wessex League Premier Division – 20 Vereine Western League Premier Division – 20 Vereine | Combined Counties Football League Premier Division North – 20 Vereine Combined Counties Football League Premier Division South – 20 Vereine Eastern Counties League Premier Division – 20 Vereine Essex Senior League – 20 Vereine Hellenic Football League Premier Division – 20 Vereine Midland League Premier Division – 20 Vereine North West Counties League Premier Division – 22 Vereine Northern Counties East League Premier Division – 20 Vereine Northern League Division One – 20 Vereine Southern Combination League Premier Division – 20 Vereine Southern Counties East League Premier Division – 20 Vereine Spartan South Midlands League Premier Division – 20 Vereine United Counties League Premier Division North – 18 Vereine United Counties League Premier Division South – 20 Vereine Wessex League Premier Division – 20 Vereine Western League Premier Division – 20 Vereine | Combined Counties Football League Premier Division North – 20 Vereine Combined Counties Football League Premier Division South – 20 Vereine Eastern Counties League Premier Division – 20 Vereine Essex Senior League – 20 Vereine Hellenic Football League Premier Division – 20 Vereine Midland League Premier Division – 20 Vereine North West Counties League Premier Division – 22 Vereine Northern Counties East League Premier Division – 20 Vereine Northern League Division One – 20 Vereine Southern Combination League Premier Division – 20 Vereine Southern Counties East League Premier Division – 20 Vereine Spartan South Midlands League Premier Division – 20 Vereine United Counties League Premier Division North – 18 Vereine United Counties League Premier Division South – 20 Vereine Wessex League Premier Division – 20 Vereine Western League Premier Division – 20 Vereine | Combined Counties Football League Premier Division North – 20 Vereine Combined Counties Football League Premier Division South – 20 Vereine Eastern Counties League Premier Division – 20 Vereine Essex Senior League – 20 Vereine Hellenic Football League Premier Division – 20 Vereine Midland League Premier Division – 20 Vereine North West Counties League Premier Division – 22 Vereine Northern Counties East League Premier Division – 20 Vereine Northern League Division One – 20 Vereine Southern Combination League Premier Division – 20 Vereine Southern Counties East League Premier Division – 20 Vereine Spartan South Midlands League Premier Division – 20 Vereine United Counties League Premier Division North – 18 Vereine United Counties League Premier Division South – 20 Vereine Wessex League Premier Division – 20 Vereine Western League Premier Division – 20 Vereine | Combined Counties Football League Premier Division North – 20 Vereine Combined Counties Football League Premier Division South – 20 Vereine Eastern Counties League Premier Division – 20 Vereine Essex Senior League – 20 Vereine Hellenic Football League Premier Division – 20 Vereine Midland League Premier Division – 20 Vereine North West Counties League Premier Division – 22 Vereine Northern Counties East League Premier Division – 20 Vereine Northern League Division One – 20 Vereine Southern Combination League Premier Division – 20 Vereine Southern Counties East League Premier Division – 20 Vereine Spartan South Midlands League Premier Division – 20 Vereine United Counties League Premier Division North – 18 Vereine United Counties League Premier Division South – 20 Vereine Wessex League Premier Division – 20 Vereine Western League Premier Division – 20 Vereine | Combined Counties Football League Premier Division North – 20 Vereine Combined Counties Football League Premier Division South – 20 Vereine Eastern Counties League Premier Division – 20 Vereine Essex Senior League – 20 Vereine Hellenic Football League Premier Division – 20 Vereine Midland League Premier Division – 20 Vereine North West Counties League Premier Division – 22 Vereine Northern Counties East League Premier Division – 20 Vereine Northern League Division One – 20 Vereine Southern Combination League Premier Division – 20 Vereine Southern Counties East League Premier Division – 20 Vereine Spartan South Midlands League Premier Division – 20 Vereine United Counties League Premier Division North – 18 Vereine United Counties League Premier Division South – 20 Vereine Wessex League Premier Division – 20 Vereine Western League Premier Division – 20 Vereine | Combined Counties Football League Premier Division North – 20 Vereine Combined Counties Football League Premier Division South – 20 Vereine Eastern Counties League Premier Division – 20 Vereine Essex Senior League – 20 Vereine Hellenic Football League Premier Division – 20 Vereine Midland League Premier Division – 20 Vereine North West Counties League Premier Division – 22 Vereine Northern Counties East League Premier Division – 20 Vereine Northern League Division One – 20 Vereine Southern Combination League Premier Division – 20 Vereine Southern Counties East League Premier Division – 20 Vereine Spartan South Midlands League Premier Division – 20 Vereine United Counties League Premier Division North – 18 Vereine United Counties League Premier Division South – 20 Vereine Wessex League Premier Division – 20 Vereine Western League Premier Division – 20 Vereine | Combined Counties Football League Premier Division North – 20 Vereine Combined Counties Football League Premier Division South – 20 Vereine Eastern Counties League Premier Division – 20 Vereine Essex Senior League – 20 Vereine Hellenic Football League Premier Division – 20 Vereine Midland League Premier Division – 20 Vereine North West Counties League Premier Division – 22 Vereine Northern Counties East League Premier Division – 20 Vereine Northern League Division One – 20 Vereine Southern Combination League Premier Division – 20 Vereine Southern Counties East League Premier Division – 20 Vereine Spartan South Midlands League Premier Division – 20 Vereine United Counties League Premier Division North – 18 Vereine United Counties League Premier Division South – 20 Vereine Wessex League Premier Division – 20 Vereine Western League Premier Division – 20 Vereine | Combined Counties Football League Premier Division North – 20 Vereine Combined Counties Football League Premier Division South – 20 Vereine Eastern Counties League Premier Division – 20 Vereine Essex Senior League – 20 Vereine Hellenic Football League Premier Division – 20 Vereine Midland League Premier Division – 20 Vereine North West Counties League Premier Division – 22 Vereine Northern Counties East League Premier Division – 20 Vereine Northern League Division One – 20 Vereine Southern Combination League Premier Division – 20 Vereine Southern Counties East League Premier Division – 20 Vereine Spartan South Midlands League Premier Division – 20 Vereine United Counties League Premier Division North – 18 Vereine United Counties League Premier Division South – 20 Vereine Wessex League Premier Division – 20 Vereine Western League Premier Division – 20 Vereine | Combined Counties Football League Premier Division North – 20 Vereine Combined Counties Football League Premier Division South – 20 Vereine Eastern Counties League Premier Division – 20 Vereine Essex Senior League – 20 Vereine Hellenic Football League Premier Division – 20 Vereine Midland League Premier Division – 20 Vereine North West Counties League Premier Division – 22 Vereine Northern Counties East League Premier Division – 20 Vereine Northern League Division One – 20 Vereine Southern Combination League Premier Division – 20 Vereine Southern Counties East League Premier Division – 20 Vereine Spartan South Midlands League Premier Division – 20 Vereine United Counties League Premier Division North – 18 Vereine United Counties League Premier Division South – 20 Vereine Wessex League Premier Division – 20 Vereine Western League Premier Division – 20 Vereine | Combined Counties Football League Premier Division North – 20 Vereine Combined Counties Football League Premier Division South – 20 Vereine Eastern Counties League Premier Division – 20 Vereine Essex Senior League – 20 Vereine Hellenic Football League Premier Division – 20 Vereine Midland League Premier Division – 20 Vereine North West Counties League Premier Division – 22 Vereine Northern Counties East League Premier Division – 20 Vereine Northern League Division One – 20 Vereine Southern Combination League Premier Division – 20 Vereine Southern Counties East League Premier Division – 20 Vereine Spartan South Midlands League Premier Division – 20 Vereine United Counties League Premier Division North – 18 Vereine United Counties League Premier Division South – 20 Vereine Wessex League Premier Division – 20 Vereine Western League Premier Division – 20 Vereine |
| 10    | Combined Counties League Division One – 19 Vereine East Midlands Counties League – 20 Vereine Eastern Counties League Division One North – 19 Vereine Eastern Counties League Division One South – 19 Vereine Hellenic League Division One East – 13 Vereine Hellenic League Division One West – 13 Vereine Midland League Division One – 19 Vereine North West Counties League Division One North – 20 Vereine North West Counties League Division One South – 20 Vereine Northern Counties East League Division One – 20 Vereine Northern League Division Two – 20 Vereine South West Peninsula League Premier Division – 19 Vereine Southern Combination League Division One – 18 Vereine Southern Counties East League Division One – 18 Vereine Spartan South Midlands League Division One – 20 Vereine United Counties League Division One – 20 Vereine Wessex League Division One – 19 Vereine Western League Division One – 20 Vereine | Combined Counties League Division One – 19 Vereine East Midlands Counties League – 20 Vereine Eastern Counties League Division One North – 19 Vereine Eastern Counties League Division One South – 19 Vereine Hellenic League Division One East – 13 Vereine Hellenic League Division One West – 13 Vereine Midland League Division One – 19 Vereine North West Counties League Division One North – 20 Vereine North West Counties League Division One South – 20 Vereine Northern Counties East League Division One – 20 Vereine Northern League Division Two – 20 Vereine South West Peninsula League Premier Division – 19 Vereine Southern Combination League Division One – 18 Vereine Southern Counties East League Division One – 18 Vereine Spartan South Midlands League Division One – 20 Vereine United Counties League Division One – 20 Vereine Wessex League Division One – 19 Vereine Western League Division One – 20 Vereine | Combined Counties League Division One – 19 Vereine East Midlands Counties League – 20 Vereine Eastern Counties League Division One North – 19 Vereine Eastern Counties League Division One South – 19 Vereine Hellenic League Division One East – 13 Vereine Hellenic League Division One West – 13 Vereine Midland League Division One – 19 Vereine North West Counties League Division One North – 20 Vereine North West Counties League Division One South – 20 Vereine Northern Counties East League Division One – 20 Vereine Northern League Division Two – 20 Vereine South West Peninsula League Premier Division – 19 Vereine Southern Combination League Division One – 18 Vereine Southern Counties East League Division One – 18 Vereine Spartan South Midlands League Division One – 20 Vereine United Counties League Division One – 20 Vereine Wessex League Division One – 19 Vereine Western League Division One – 20 Vereine | Combined Counties League Division One – 19 Vereine East Midlands Counties League – 20 Vereine Eastern Counties League Division One North – 19 Vereine Eastern Counties League Division One South – 19 Vereine Hellenic League Division One East – 13 Vereine Hellenic League Division One West – 13 Vereine Midland League Division One – 19 Vereine North West Counties League Division One North – 20 Vereine North West Counties League Division One South – 20 Vereine Northern Counties East League Division One – 20 Vereine Northern League Division Two – 20 Vereine South West Peninsula League Premier Division – 19 Vereine Southern Combination League Division One – 18 Vereine Southern Counties East League Division One – 18 Vereine Spartan South Midlands League Division One – 20 Vereine United Counties League Division One – 20 Vereine Wessex League Division One – 19 Vereine Western League Division One – 20 Vereine | Combined Counties League Division One – 19 Vereine East Midlands Counties League – 20 Vereine Eastern Counties League Division One North – 19 Vereine Eastern Counties League Division One South – 19 Vereine Hellenic League Division One East – 13 Vereine Hellenic League Division One West – 13 Vereine Midland League Division One – 19 Vereine North West Counties League Division One North – 20 Vereine North West Counties League Division One South – 20 Vereine Northern Counties East League Division One – 20 Vereine Northern League Division Two – 20 Vereine South West Peninsula League Premier Division – 19 Vereine Southern Combination League Division One – 18 Vereine Southern Counties East League Division One – 18 Vereine Spartan South Midlands League Division One – 20 Vereine United Counties League Division One – 20 Vereine Wessex League Division One – 19 Vereine Western League Division One – 20 Vereine | Combined Counties League Division One – 19 Vereine East Midlands Counties League – 20 Vereine Eastern Counties League Division One North – 19 Vereine Eastern Counties League Division One South – 19 Vereine Hellenic League Division One East – 13 Vereine Hellenic League Division One West – 13 Vereine Midland League Division One – 19 Vereine North West Counties League Division One North – 20 Vereine North West Counties League Division One South – 20 Vereine Northern Counties East League Division One – 20 Vereine Northern League Division Two – 20 Vereine South West Peninsula League Premier Division – 19 Vereine Southern Combination League Division One – 18 Vereine Southern Counties East League Division One – 18 Vereine Spartan South Midlands League Division One – 20 Vereine United Counties League Division One – 20 Vereine Wessex League Division One – 19 Vereine Western League Division One – 20 Vereine | Combined Counties League Division One – 19 Vereine East Midlands Counties League – 20 Vereine Eastern Counties League Division One North – 19 Vereine Eastern Counties League Division One South – 19 Vereine Hellenic League Division One East – 13 Vereine Hellenic League Division One West – 13 Vereine Midland League Division One – 19 Vereine North West Counties League Division One North – 20 Vereine North West Counties League Division One South – 20 Vereine Northern Counties East League Division One – 20 Vereine Northern League Division Two – 20 Vereine South West Peninsula League Premier Division – 19 Vereine Southern Combination League Division One – 18 Vereine Southern Counties East League Division One – 18 Vereine Spartan South Midlands League Division One – 20 Vereine United Counties League Division One – 20 Vereine Wessex League Division One – 19 Vereine Western League Division One – 20 Vereine | Combined Counties League Division One – 19 Vereine East Midlands Counties League – 20 Vereine Eastern Counties League Division One North – 19 Vereine Eastern Counties League Division One South – 19 Vereine Hellenic League Division One East – 13 Vereine Hellenic League Division One West – 13 Vereine Midland League Division One – 19 Vereine North West Counties League Division One North – 20 Vereine North West Counties League Division One South – 20 Vereine Northern Counties East League Division One – 20 Vereine Northern League Division Two – 20 Vereine South West Peninsula League Premier Division – 19 Vereine Southern Combination League Division One – 18 Vereine Southern Counties East League Division One – 18 Vereine Spartan South Midlands League Division One – 20 Vereine United Counties League Division One – 20 Vereine Wessex League Division One – 19 Vereine Western League Division One – 20 Vereine | Combined Counties League Division One – 19 Vereine East Midlands Counties League – 20 Vereine Eastern Counties League Division One North – 19 Vereine Eastern Counties League Division One South – 19 Vereine Hellenic League Division One East – 13 Vereine Hellenic League Division One West – 13 Vereine Midland League Division One – 19 Vereine North West Counties League Division One North – 20 Vereine North West Counties League Division One South – 20 Vereine Northern Counties East League Division One – 20 Vereine Northern League Division Two – 20 Vereine South West Peninsula League Premier Division – 19 Vereine Southern Combination League Division One – 18 Vereine Southern Counties East League Division One – 18 Vereine Spartan South Midlands League Division One – 20 Vereine United Counties League Division One – 20 Vereine Wessex League Division One – 19 Vereine Western League Division One – 20 Vereine | Combined Counties League Division One – 19 Vereine East Midlands Counties League – 20 Vereine Eastern Counties League Division One North – 19 Vereine Eastern Counties League Division One South – 19 Vereine Hellenic League Division One East – 13 Vereine Hellenic League Division One West – 13 Vereine Midland League Division One – 19 Vereine North West Counties League Division One North – 20 Vereine North West Counties League Division One South – 20 Vereine Northern Counties East League Division One – 20 Vereine Northern League Division Two – 20 Vereine South West Peninsula League Premier Division – 19 Vereine Southern Combination League Division One – 18 Vereine Southern Counties East League Division One – 18 Vereine Spartan South Midlands League Division One – 20 Vereine United Counties League Division One – 20 Vereine Wessex League Division One – 19 Vereine Western League Division One – 20 Vereine | Combined Counties League Division One – 19 Vereine East Midlands Counties League – 20 Vereine Eastern Counties League Division One North – 19 Vereine Eastern Counties League Division One South – 19 Vereine Hellenic League Division One East – 13 Vereine Hellenic League Division One West – 13 Vereine Midland League Division One – 19 Vereine North West Counties League Division One North – 20 Vereine North West Counties League Division One South – 20 Vereine Northern Counties East League Division One – 20 Vereine Northern League Division Two – 20 Vereine South West Peninsula League Premier Division – 19 Vereine Southern Combination League Division One – 18 Vereine Southern Counties East League Division One – 18 Vereine Spartan South Midlands League Division One – 20 Vereine United Counties League Division One – 20 Vereine Wessex League Division One – 19 Vereine Western League Division One – 20 Vereine | Combined Counties League Division One – 19 Vereine East Midlands Counties League – 20 Vereine Eastern Counties League Division One North – 19 Vereine Eastern Counties League Division One South – 19 Vereine Hellenic League Division One East – 13 Vereine Hellenic League Division One West – 13 Vereine Midland League Division One – 19 Vereine North West Counties League Division One North – 20 Vereine North West Counties League Division One South – 20 Vereine Northern Counties East League Division One – 20 Vereine Northern League Division Two – 20 Vereine South West Peninsula League Premier Division – 19 Vereine Southern Combination League Division One – 18 Vereine Southern Counties East League Division One – 18 Vereine Spartan South Midlands League Division One – 20 Vereine United Counties League Division One – 20 Vereine Wessex League Division One – 19 Vereine Western League Division One – 20 Vereine | Combined Counties League Division One – 19 Vereine East Midlands Counties League – 20 Vereine Eastern Counties League Division One North – 19 Vereine Eastern Counties League Division One South – 19 Vereine Hellenic League Division One East – 13 Vereine Hellenic League Division One West – 13 Vereine Midland League Division One – 19 Vereine North West Counties League Division One North – 20 Vereine North West Counties League Division One South – 20 Vereine Northern Counties East League Division One – 20 Vereine Northern League Division Two – 20 Vereine South West Peninsula League Premier Division – 19 Vereine Southern Combination League Division One – 18 Vereine Southern Counties East League Division One – 18 Vereine Spartan South Midlands League Division One – 20 Vereine United Counties League Division One – 20 Vereine Wessex League Division One – 19 Vereine Western League Division One – 20 Vereine | Combined Counties League Division One – 19 Vereine East Midlands Counties League – 20 Vereine Eastern Counties League Division One North – 19 Vereine Eastern Counties League Division One South – 19 Vereine Hellenic League Division One East – 13 Vereine Hellenic League Division One West – 13 Vereine Midland League Division One – 19 Vereine North West Counties League Division One North – 20 Vereine North West Counties League Division One South – 20 Vereine Northern Counties East League Division One – 20 Vereine Northern League Division Two – 20 Vereine South West Peninsula League Premier Division – 19 Vereine Southern Combination League Division One – 18 Vereine Southern Counties East League Division One – 18 Vereine Spartan South Midlands League Division One – 20 Vereine United Counties League Division One – 20 Vereine Wessex League Division One – 19 Vereine Western League Division One – 20 Vereine | Combined Counties League Division One – 19 Vereine East Midlands Counties League – 20 Vereine Eastern Counties League Division One North – 19 Vereine Eastern Counties League Division One South – 19 Vereine Hellenic League Division One East – 13 Vereine Hellenic League Division One West – 13 Vereine Midland League Division One – 19 Vereine North West Counties League Division One North – 20 Vereine North West Counties League Division One South – 20 Vereine Northern Counties East League Division One – 20 Vereine Northern League Division Two – 20 Vereine South West Peninsula League Premier Division – 19 Vereine Southern Combination League Division One – 18 Vereine Southern Counties East League Division One – 18 Vereine Spartan South Midlands League Division One – 20 Vereine United Counties League Division One – 20 Vereine Wessex League Division One – 19 Vereine Western League Division One – 20 Vereine | Combined Counties League Division One – 19 Vereine East Midlands Counties League – 20 Vereine Eastern Counties League Division One North – 19 Vereine Eastern Counties League Division One South – 19 Vereine Hellenic League Division One East – 13 Vereine Hellenic League Division One West – 13 Vereine Midland League Division One – 19 Vereine North West Counties League Division One North – 20 Vereine North West Counties League Division One South – 20 Vereine Northern Counties East League Division One – 20 Vereine Northern League Division Two – 20 Vereine South West Peninsula League Premier Division – 19 Vereine Southern Combination League Division One – 18 Vereine Southern Counties East League Division One – 18 Vereine Spartan South Midlands League Division One – 20 Vereine United Counties League Division One – 20 Vereine Wessex League Division One – 19 Vereine Western League Division One – 20 Vereine | Combined Counties League Division One – 19 Vereine East Midlands Counties League – 20 Vereine Eastern Counties League Division One North – 19 Vereine Eastern Counties League Division One South – 19 Vereine Hellenic League Division One East – 13 Vereine Hellenic League Division One West – 13 Vereine Midland League Division One – 19 Vereine North West Counties League Division One North – 20 Vereine North West Counties League Division One South – 20 Vereine Northern Counties East League Division One – 20 Vereine Northern League Division Two – 20 Vereine South West Peninsula League Premier Division – 19 Vereine Southern Combination League Division One – 18 Vereine Southern Counties East League Division One – 18 Vereine Spartan South Midlands League Division One – 20 Vereine United Counties League Division One – 20 Vereine Wessex League Division One – 19 Vereine Western League Division One – 20 Vereine | Combined Counties League Division One – 19 Vereine East Midlands Counties League – 20 Vereine Eastern Counties League Division One North – 19 Vereine Eastern Counties League Division One South – 19 Vereine Hellenic League Division One East – 13 Vereine Hellenic League Division One West – 13 Vereine Midland League Division One – 19 Vereine North West Counties League Division One North – 20 Vereine North West Counties League Division One South – 20 Vereine Northern Counties East League Division One – 20 Vereine Northern League Division Two – 20 Vereine South West Peninsula League Premier Division – 19 Vereine Southern Combination League Division One – 18 Vereine Southern Counties East League Division One – 18 Vereine Spartan South Midlands League Division One – 20 Vereine United Counties League Division One – 20 Vereine Wessex League Division One – 19 Vereine Western League Division One – 20 Vereine | Combined Counties League Division One – 19 Vereine East Midlands Counties League – 20 Vereine Eastern Counties League Division One North – 19 Vereine Eastern Counties League Division One South – 19 Vereine Hellenic League Division One East – 13 Vereine Hellenic League Division One West – 13 Vereine Midland League Division One – 19 Vereine North West Counties League Division One North – 20 Vereine North West Counties League Division One South – 20 Vereine Northern Counties East League Division One – 20 Vereine Northern League Division Two – 20 Vereine South West Peninsula League Premier Division – 19 Vereine Southern Combination League Division One – 18 Vereine Southern Counties East League Division One – 18 Vereine Spartan South Midlands League Division One – 20 Vereine United Counties League Division One – 20 Vereine Wessex League Division One – 19 Vereine Western League Division One – 20 Vereine | Combined Counties League Division One – 19 Vereine East Midlands Counties League – 20 Vereine Eastern Counties League Division One North – 19 Vereine Eastern Counties League Division One South – 19 Vereine Hellenic League Division One East – 13 Vereine Hellenic League Division One West – 13 Vereine Midland League Division One – 19 Vereine North West Counties League Division One North – 20 Vereine North West Counties League Division One South – 20 Vereine Northern Counties East League Division One – 20 Vereine Northern League Division Two – 20 Vereine South West Peninsula League Premier Division – 19 Vereine Southern Combination League Division One – 18 Vereine Southern Counties East League Division One – 18 Vereine Spartan South Midlands League Division One – 20 Vereine United Counties League Division One – 20 Vereine Wessex League Division One – 19 Vereine Western League Division One – 20 Vereine | Combined Counties League Division One – 19 Vereine East Midlands Counties League – 20 Vereine Eastern Counties League Division One North – 19 Vereine Eastern Counties League Division One South – 19 Vereine Hellenic League Division One East – 13 Vereine Hellenic League Division One West – 13 Vereine Midland League Division One – 19 Vereine North West Counties League Division One North – 20 Vereine North West Counties League Division One South – 20 Vereine Northern Counties East League Division One – 20 Vereine Northern League Division Two – 20 Vereine South West Peninsula League Premier Division – 19 Vereine Southern Combination League Division One – 18 Vereine Southern Counties East League Division One – 18 Vereine Spartan South Midlands League Division One – 20 Vereine United Counties League Division One – 20 Vereine Wessex League Division One – 19 Vereine Western League Division One – 20 Vereine | Combined Counties League Division One – 19 Vereine East Midlands Counties League – 20 Vereine Eastern Counties League Division One North – 19 Vereine Eastern Counties League Division One South – 19 Vereine Hellenic League Division One East – 13 Vereine Hellenic League Division One West – 13 Vereine Midland League Division One – 19 Vereine North West Counties League Division One North – 20 Vereine North West Counties League Division One South – 20 Vereine Northern Counties East League Division One – 20 Vereine Northern League Division Two – 20 Vereine South West Peninsula League Premier Division – 19 Vereine Southern Combination League Division One – 18 Vereine Southern Counties East League Division One – 18 Vereine Spartan South Midlands League Division One – 20 Vereine United Counties League Division One – 20 Vereine Wessex League Division One – 19 Vereine Western League Division One – 20 Vereine | Combined Counties League Division One – 19 Vereine East Midlands Counties League – 20 Vereine Eastern Counties League Division One North – 19 Vereine Eastern Counties League Division One South – 19 Vereine Hellenic League Division One East – 13 Vereine Hellenic League Division One West – 13 Vereine Midland League Division One – 19 Vereine North West Counties League Division One North – 20 Vereine North West Counties League Division One South – 20 Vereine Northern Counties East League Division One – 20 Vereine Northern League Division Two – 20 Vereine South West Peninsula League Premier Division – 19 Vereine Southern Combination League Division One – 18 Vereine Southern Counties East League Division One – 18 Vereine Spartan South Midlands League Division One – 20 Vereine United Counties League Division One – 20 Vereine Wessex League Division One – 19 Vereine Western League Division One – 20 Vereine | Combined Counties League Division One – 19 Vereine East Midlands Counties League – 20 Vereine Eastern Counties League Division One North – 19 Vereine Eastern Counties League Division One South – 19 Vereine Hellenic League Division One East – 13 Vereine Hellenic League Division One West – 13 Vereine Midland League Division One – 19 Vereine North West Counties League Division One North – 20 Vereine North West Counties League Division One South – 20 Vereine Northern Counties East League Division One – 20 Vereine Northern League Division Two – 20 Vereine South West Peninsula League Premier Division – 19 Vereine Southern Combination League Division One – 18 Vereine Southern Counties East League Division One – 18 Vereine Spartan South Midlands League Division One – 20 Vereine United Counties League Division One – 20 Vereine Wessex League Division One – 19 Vereine Western League Division One – 20 Vereine | Combined Counties League Division One – 19 Vereine East Midlands Counties League – 20 Vereine Eastern Counties League Division One North – 19 Vereine Eastern Counties League Division One South – 19 Vereine Hellenic League Division One East – 13 Vereine Hellenic League Division One West – 13 Vereine Midland League Division One – 19 Vereine North West Counties League Division One North – 20 Vereine North West Counties League Division One South – 20 Vereine Northern Counties East League Division One – 20 Vereine Northern League Division Two – 20 Vereine South West Peninsula League Premier Division – 19 Vereine Southern Combination League Division One – 18 Vereine Southern Counties East League Division One – 18 Vereine Spartan South Midlands League Division One – 20 Vereine United Counties League Division One – 20 Vereine Wessex League Division One – 19 Vereine Western League Division One – 20 Vereine | Combined Counties League Division One – 19 Vereine East Midlands Counties League – 20 Vereine Eastern Counties League Division One North – 19 Vereine Eastern Counties League Division One South – 19 Vereine Hellenic League Division One East – 13 Vereine Hellenic League Division One West – 13 Vereine Midland League Division One – 19 Vereine North West Counties League Division One North – 20 Vereine North West Counties League Division One South – 20 Vereine Northern Counties East League Division One – 20 Vereine Northern League Division Two – 20 Vereine South West Peninsula League Premier Division – 19 Vereine Southern Combination League Division One – 18 Vereine Southern Counties East League Division One – 18 Vereine Spartan South Midlands League Division One – 20 Vereine United Counties League Division One – 20 Vereine Wessex League Division One – 19 Vereine Western League Division One – 20 Vereine | Combined Counties League Division One – 19 Vereine East Midlands Counties League – 20 Vereine Eastern Counties League Division One North – 19 Vereine Eastern Counties League Division One South – 19 Vereine Hellenic League Division One East – 13 Vereine Hellenic League Division One West – 13 Vereine Midland League Division One – 19 Vereine North West Counties League Division One North – 20 Vereine North West Counties League Division One South – 20 Vereine Northern Counties East League Division One – 20 Vereine Northern League Division Two – 20 Vereine South West Peninsula League Premier Division – 19 Vereine Southern Combination League Division One – 18 Vereine Southern Counties East League Division One – 18 Vereine Spartan South Midlands League Division One – 20 Vereine United Counties League Division One – 20 Vereine Wessex League Division One – 19 Vereine Western League Division One – 20 Vereine | Combined Counties League Division One – 19 Vereine East Midlands Counties League – 20 Vereine Eastern Counties League Division One North – 19 Vereine Eastern Counties League Division One South – 19 Vereine Hellenic League Division One East – 13 Vereine Hellenic League Division One West – 13 Vereine Midland League Division One – 19 Vereine North West Counties League Division One North – 20 Vereine North West Counties League Division One South – 20 Vereine Northern Counties East League Division One – 20 Vereine Northern League Division Two – 20 Vereine South West Peninsula League Premier Division – 19 Vereine Southern Combination League Division One – 18 Vereine Southern Counties East League Division One – 18 Vereine Spartan South Midlands League Division One – 20 Vereine United Counties League Division One – 20 Vereine Wessex League Division One – 19 Vereine Western League Division One – 20 Vereine | Combined Counties League Division One – 19 Vereine East Midlands Counties League – 20 Vereine Eastern Counties League Division One North – 19 Vereine Eastern Counties League Division One South – 19 Vereine Hellenic League Division One East – 13 Vereine Hellenic League Division One West – 13 Vereine Midland League Division One – 19 Vereine North West Counties League Division One North – 20 Vereine North West Counties League Division One South – 20 Vereine Northern Counties East League Division One – 20 Vereine Northern League Division Two – 20 Vereine South West Peninsula League Premier Division – 19 Vereine Southern Combination League Division One – 18 Vereine Southern Counties East League Division One – 18 Vereine Spartan South Midlands League Division One – 20 Vereine United Counties League Division One – 20 Vereine Wessex League Division One – 19 Vereine Western League Division One – 20 Vereine | Combined Counties League Division One – 19 Vereine East Midlands Counties League – 20 Vereine Eastern Counties League Division One North – 19 Vereine Eastern Counties League Division One South – 19 Vereine Hellenic League Division One East – 13 Vereine Hellenic League Division One West – 13 Vereine Midland League Division One – 19 Vereine North West Counties League Division One North – 20 Vereine North West Counties League Division One South – 20 Vereine Northern Counties East League Division One – 20 Vereine Northern League Division Two – 20 Vereine South West Peninsula League Premier Division – 19 Vereine Southern Combination League Division One – 18 Vereine Southern Counties East League Division One – 18 Vereine Spartan South Midlands League Division One – 20 Vereine United Counties League Division One – 20 Vereine Wessex League Division One – 19 Vereine Western League Division One – 20 Vereine | Combined Counties League Division One – 19 Vereine East Midlands Counties League – 20 Vereine Eastern Counties League Division One North – 19 Vereine Eastern Counties League Division One South – 19 Vereine Hellenic League Division One East – 13 Vereine Hellenic League Division One West – 13 Vereine Midland League Division One – 19 Vereine North West Counties League Division One North – 20 Vereine North West Counties League Division One South – 20 Vereine Northern Counties East League Division One – 20 Vereine Northern League Division Two – 20 Vereine South West Peninsula League Premier Division – 19 Vereine Southern Combination League Division One – 18 Vereine Southern Counties East League Division One – 18 Vereine Spartan South Midlands League Division One – 20 Vereine United Counties League Division One – 20 Vereine Wessex League Division One – 19 Vereine Western League Division One – 20 Vereine | Combined Counties League Division One – 19 Vereine East Midlands Counties League – 20 Vereine Eastern Counties League Division One North – 19 Vereine Eastern Counties League Division One South – 19 Vereine Hellenic League Division One East – 13 Vereine Hellenic League Division One West – 13 Vereine Midland League Division One – 19 Vereine North West Counties League Division One North – 20 Vereine North West Counties League Division One South – 20 Vereine Northern Counties East League Division One – 20 Vereine Northern League Division Two – 20 Vereine South West Peninsula League Premier Division – 19 Vereine Southern Combination League Division One – 18 Vereine Southern Counties East League Division One – 18 Vereine Spartan South Midlands League Division One – 20 Vereine United Counties League Division One – 20 Vereine Wessex League Division One – 19 Vereine Western League Division One – 20 Vereine |
| 11    | Anglian Combination Premier Division – 16 Vereine Bedfordshire County League Premier Division – 16 Vereine Cambridgeshire County League Premier Division – 16 Vereine Central Midlands League Premier Division North – 16 Vereine Central Midlands League Premier Division South – 16 Vereine Cheshire League Premier Division – 16 Vereine Combined Counties League Division Two – 16 Vereine Devon Football League North & East Division – 12 Vereine Devon Football League South & West Division – 10 Vereine Dorset Premier League – 16 Vereine Essex Alliance League – 14 Vereine Essex & Suffolk Border League Premier Division – 16 Vereine Essex Olympian League Premier Division – 16 Vereine Gloucestershire County League – 16 Vereine Hampshire Premier League Senior Division – 16 Vereine Herefordshire Football Association County League Premier Division – 15 Vereine Hertfordshire Senior County League Premier Division – 16 Vereine Humber Premier League Premier Division – 16 Vereine Kent County League Premier Division – 16 Vereine Leicestershire Senior League Premier Division – 16 Vereine Lincolnshire League – 14 Vereine Liverpool Premier League Premier Division – 16 Vereine Manchester League Premier Division – 16 Vereine Mid-Sussex League Premier Division – 16 Vereine Middlesex County League Premier Division – 16 Vereine Midland League Division Two – 16 Vereine | Anglian Combination Premier Division – 16 Vereine Bedfordshire County League Premier Division – 16 Vereine Cambridgeshire County League Premier Division – 16 Vereine Central Midlands League Premier Division North – 16 Vereine Central Midlands League Premier Division South – 16 Vereine Cheshire League Premier Division – 16 Vereine Combined Counties League Division Two – 16 Vereine Devon Football League North & East Division – 12 Vereine Devon Football League South & West Division – 10 Vereine Dorset Premier League – 16 Vereine Essex Alliance League – 14 Vereine Essex & Suffolk Border League Premier Division – 16 Vereine Essex Olympian League Premier Division – 16 Vereine Gloucestershire County League – 16 Vereine Hampshire Premier League Senior Division – 16 Vereine Herefordshire Football Association County League Premier Division – 15 Vereine Hertfordshire Senior County League Premier Division – 16 Vereine Humber Premier League Premier Division – 16 Vereine Kent County League Premier Division – 16 Vereine Leicestershire Senior League Premier Division – 16 Vereine Lincolnshire League – 14 Vereine Liverpool Premier League Premier Division – 16 Vereine Manchester League Premier Division – 16 Vereine Mid-Sussex League Premier Division – 16 Vereine Middlesex County League Premier Division – 16 Vereine Midland League Division Two – 16 Vereine | Anglian Combination Premier Division – 16 Vereine Bedfordshire County League Premier Division – 16 Vereine Cambridgeshire County League Premier Division – 16 Vereine Central Midlands League Premier Division North – 16 Vereine Central Midlands League Premier Division South – 16 Vereine Cheshire League Premier Division – 16 Vereine Combined Counties League Division Two – 16 Vereine Devon Football League North & East Division – 12 Vereine Devon Football League South & West Division – 10 Vereine Dorset Premier League – 16 Vereine Essex Alliance League – 14 Vereine Essex & Suffolk Border League Premier Division – 16 Vereine Essex Olympian League Premier Division – 16 Vereine Gloucestershire County League – 16 Vereine Hampshire Premier League Senior Division – 16 Vereine Herefordshire Football Association County League Premier Division – 15 Vereine Hertfordshire Senior County League Premier Division – 16 Vereine Humber Premier League Premier Division – 16 Vereine Kent County League Premier Division – 16 Vereine Leicestershire Senior League Premier Division – 16 Vereine Lincolnshire League – 14 Vereine Liverpool Premier League Premier Division – 16 Vereine Manchester League Premier Division – 16 Vereine Mid-Sussex League Premier Division – 16 Vereine Middlesex County League Premier Division – 16 Vereine Midland League Division Two – 16 Vereine | Anglian Combination Premier Division – 16 Vereine Bedfordshire County League Premier Division – 16 Vereine Cambridgeshire County League Premier Division – 16 Vereine Central Midlands League Premier Division North – 16 Vereine Central Midlands League Premier Division South – 16 Vereine Cheshire League Premier Division – 16 Vereine Combined Counties League Division Two – 16 Vereine Devon Football League North & East Division – 12 Vereine Devon Football League South & West Division – 10 Vereine Dorset Premier League – 16 Vereine Essex Alliance League – 14 Vereine Essex & Suffolk Border League Premier Division – 16 Vereine Essex Olympian League Premier Division – 16 Vereine Gloucestershire County League – 16 Vereine Hampshire Premier League Senior Division – 16 Vereine Herefordshire Football Association County League Premier Division – 15 Vereine Hertfordshire Senior County League Premier Division – 16 Vereine Humber Premier League Premier Division – 16 Vereine Kent County League Premier Division – 16 Vereine Leicestershire Senior League Premier Division – 16 Vereine Lincolnshire League – 14 Vereine Liverpool Premier League Premier Division – 16 Vereine Manchester League Premier Division – 16 Vereine Mid-Sussex League Premier Division – 16 Vereine Middlesex County League Premier Division – 16 Vereine Midland League Division Two – 16 Vereine | Anglian Combination Premier Division – 16 Vereine Bedfordshire County League Premier Division – 16 Vereine Cambridgeshire County League Premier Division – 16 Vereine Central Midlands League Premier Division North – 16 Vereine Central Midlands League Premier Division South – 16 Vereine Cheshire League Premier Division – 16 Vereine Combined Counties League Division Two – 16 Vereine Devon Football League North & East Division – 12 Vereine Devon Football League South & West Division – 10 Vereine Dorset Premier League – 16 Vereine Essex Alliance League – 14 Vereine Essex & Suffolk Border League Premier Division – 16 Vereine Essex Olympian League Premier Division – 16 Vereine Gloucestershire County League – 16 Vereine Hampshire Premier League Senior Division – 16 Vereine Herefordshire Football Association County League Premier Division – 15 Vereine Hertfordshire Senior County League Premier Division – 16 Vereine Humber Premier League Premier Division – 16 Vereine Kent County League Premier Division – 16 Vereine Leicestershire Senior League Premier Division – 16 Vereine Lincolnshire League – 14 Vereine Liverpool Premier League Premier Division – 16 Vereine Manchester League Premier Division – 16 Vereine Mid-Sussex League Premier Division – 16 Vereine Middlesex County League Premier Division – 16 Vereine Midland League Division Two – 16 Vereine | Anglian Combination Premier Division – 16 Vereine Bedfordshire County League Premier Division – 16 Vereine Cambridgeshire County League Premier Division – 16 Vereine Central Midlands League Premier Division North – 16 Vereine Central Midlands League Premier Division South – 16 Vereine Cheshire League Premier Division – 16 Vereine Combined Counties League Division Two – 16 Vereine Devon Football League North & East Division – 12 Vereine Devon Football League South & West Division – 10 Vereine Dorset Premier League – 16 Vereine Essex Alliance League – 14 Vereine Essex & Suffolk Border League Premier Division – 16 Vereine Essex Olympian League Premier Division – 16 Vereine Gloucestershire County League – 16 Vereine Hampshire Premier League Senior Division – 16 Vereine Herefordshire Football Association County League Premier Division – 15 Vereine Hertfordshire Senior County League Premier Division – 16 Vereine Humber Premier League Premier Division – 16 Vereine Kent County League Premier Division – 16 Vereine Leicestershire Senior League Premier Division – 16 Vereine Lincolnshire League – 14 Vereine Liverpool Premier League Premier Division – 16 Vereine Manchester League Premier Division – 16 Vereine Mid-Sussex League Premier Division – 16 Vereine Middlesex County League Premier Division – 16 Vereine Midland League Division Two – 16 Vereine | Anglian Combination Premier Division – 16 Vereine Bedfordshire County League Premier Division – 16 Vereine Cambridgeshire County League Premier Division – 16 Vereine Central Midlands League Premier Division North – 16 Vereine Central Midlands League Premier Division South – 16 Vereine Cheshire League Premier Division – 16 Vereine Combined Counties League Division Two – 16 Vereine Devon Football League North & East Division – 12 Vereine Devon Football League South & West Division – 10 Vereine Dorset Premier League – 16 Vereine Essex Alliance League – 14 Vereine Essex & Suffolk Border League Premier Division – 16 Vereine Essex Olympian League Premier Division – 16 Vereine Gloucestershire County League – 16 Vereine Hampshire Premier League Senior Division – 16 Vereine Herefordshire Football Association County League Premier Division – 15 Vereine Hertfordshire Senior County League Premier Division – 16 Vereine Humber Premier League Premier Division – 16 Vereine Kent County League Premier Division – 16 Vereine Leicestershire Senior League Premier Division – 16 Vereine Lincolnshire League – 14 Vereine Liverpool Premier League Premier Division – 16 Vereine Manchester League Premier Division – 16 Vereine Mid-Sussex League Premier Division – 16 Vereine Middlesex County League Premier Division – 16 Vereine Midland League Division Two – 16 Vereine | Anglian Combination Premier Division – 16 Vereine Bedfordshire County League Premier Division – 16 Vereine Cambridgeshire County League Premier Division – 16 Vereine Central Midlands League Premier Division North – 16 Vereine Central Midlands League Premier Division South – 16 Vereine Cheshire League Premier Division – 16 Vereine Combined Counties League Division Two – 16 Vereine Devon Football League North & East Division – 12 Vereine Devon Football League South & West Division – 10 Vereine Dorset Premier League – 16 Vereine Essex Alliance League – 14 Vereine Essex & Suffolk Border League Premier Division – 16 Vereine Essex Olympian League Premier Division – 16 Vereine Gloucestershire County League – 16 Vereine Hampshire Premier League Senior Division – 16 Vereine Herefordshire Football Association County League Premier Division – 15 Vereine Hertfordshire Senior County League Premier Division – 16 Vereine Humber Premier League Premier Division – 16 Vereine Kent County League Premier Division – 16 Vereine Leicestershire Senior League Premier Division – 16 Vereine Lincolnshire League – 14 Vereine Liverpool Premier League Premier Division – 16 Vereine Manchester League Premier Division – 16 Vereine Mid-Sussex League Premier Division – 16 Vereine Middlesex County League Premier Division – 16 Vereine Midland League Division Two – 16 Vereine | Anglian Combination Premier Division – 16 Vereine Bedfordshire County League Premier Division – 16 Vereine Cambridgeshire County League Premier Division – 16 Vereine Central Midlands League Premier Division North – 16 Vereine Central Midlands League Premier Division South – 16 Vereine Cheshire League Premier Division – 16 Vereine Combined Counties League Division Two – 16 Vereine Devon Football League North & East Division – 12 Vereine Devon Football League South & West Division – 10 Vereine Dorset Premier League – 16 Vereine Essex Alliance League – 14 Vereine Essex & Suffolk Border League Premier Division – 16 Vereine Essex Olympian League Premier Division – 16 Vereine Gloucestershire County League – 16 Vereine Hampshire Premier League Senior Division – 16 Vereine Herefordshire Football Association County League Premier Division – 15 Vereine Hertfordshire Senior County League Premier Division – 16 Vereine Humber Premier League Premier Division – 16 Vereine Kent County League Premier Division – 16 Vereine Leicestershire Senior League Premier Division – 16 Vereine Lincolnshire League – 14 Vereine Liverpool Premier League Premier Division – 16 Vereine Manchester League Premier Division – 16 Vereine Mid-Sussex League Premier Division – 16 Vereine Middlesex County League Premier Division – 16 Vereine Midland League Division Two – 16 Vereine | Anglian Combination Premier Division – 16 Vereine Bedfordshire County League Premier Division – 16 Vereine Cambridgeshire County League Premier Division – 16 Vereine Central Midlands League Premier Division North – 16 Vereine Central Midlands League Premier Division South – 16 Vereine Cheshire League Premier Division – 16 Vereine Combined Counties League Division Two – 16 Vereine Devon Football League North & East Division – 12 Vereine Devon Football League South & West Division – 10 Vereine Dorset Premier League – 16 Vereine Essex Alliance League – 14 Vereine Essex & Suffolk Border League Premier Division – 16 Vereine Essex Olympian League Premier Division – 16 Vereine Gloucestershire County League – 16 Vereine Hampshire Premier League Senior Division – 16 Vereine Herefordshire Football Association County League Premier Division – 15 Vereine Hertfordshire Senior County League Premier Division – 16 Vereine Humber Premier League Premier Division – 16 Vereine Kent County League Premier Division – 16 Vereine Leicestershire Senior League Premier Division – 16 Vereine Lincolnshire League – 14 Vereine Liverpool Premier League Premier Division – 16 Vereine Manchester League Premier Division – 16 Vereine Mid-Sussex League Premier Division – 16 Vereine Middlesex County League Premier Division – 16 Vereine Midland League Division Two – 16 Vereine | Anglian Combination Premier Division – 16 Vereine Bedfordshire County League Premier Division – 16 Vereine Cambridgeshire County League Premier Division – 16 Vereine Central Midlands League Premier Division North – 16 Vereine Central Midlands League Premier Division South – 16 Vereine Cheshire League Premier Division – 16 Vereine Combined Counties League Division Two – 16 Vereine Devon Football League North & East Division – 12 Vereine Devon Football League South & West Division – 10 Vereine Dorset Premier League – 16 Vereine Essex Alliance League – 14 Vereine Essex & Suffolk Border League Premier Division – 16 Vereine Essex Olympian League Premier Division – 16 Vereine Gloucestershire County League – 16 Vereine Hampshire Premier League Senior Division – 16 Vereine Herefordshire Football Association County League Premier Division – 15 Vereine Hertfordshire Senior County League Premier Division – 16 Vereine Humber Premier League Premier Division – 16 Vereine Kent County League Premier Division – 16 Vereine Leicestershire Senior League Premier Division – 16 Vereine Lincolnshire League – 14 Vereine Liverpool Premier League Premier Division – 16 Vereine Manchester League Premier Division – 16 Vereine Mid-Sussex League Premier Division – 16 Vereine Middlesex County League Premier Division – 16 Vereine Midland League Division Two – 16 Vereine | Anglian Combination Premier Division – 16 Vereine Bedfordshire County League Premier Division – 16 Vereine Cambridgeshire County League Premier Division – 16 Vereine Central Midlands League Premier Division North – 16 Vereine Central Midlands League Premier Division South – 16 Vereine Cheshire League Premier Division – 16 Vereine Combined Counties League Division Two – 16 Vereine Devon Football League North & East Division – 12 Vereine Devon Football League South & West Division – 10 Vereine Dorset Premier League – 16 Vereine Essex Alliance League – 14 Vereine Essex & Suffolk Border League Premier Division – 16 Vereine Essex Olympian League Premier Division – 16 Vereine Gloucestershire County League – 16 Vereine Hampshire Premier League Senior Division – 16 Vereine Herefordshire Football Association County League Premier Division – 15 Vereine Hertfordshire Senior County League Premier Division – 16 Vereine Humber Premier League Premier Division – 16 Vereine Kent County League Premier Division – 16 Vereine Leicestershire Senior League Premier Division – 16 Vereine Lincolnshire League – 14 Vereine Liverpool Premier League Premier Division – 16 Vereine Manchester League Premier Division – 16 Vereine Mid-Sussex League Premier Division – 16 Vereine Middlesex County League Premier Division – 16 Vereine Midland League Division Two – 16 Vereine | Anglian Combination Premier Division – 16 Vereine Bedfordshire County League Premier Division – 16 Vereine Cambridgeshire County League Premier Division – 16 Vereine Central Midlands League Premier Division North – 16 Vereine Central Midlands League Premier Division South – 16 Vereine Cheshire League Premier Division – 16 Vereine Combined Counties League Division Two – 16 Vereine Devon Football League North & East Division – 12 Vereine Devon Football League South & West Division – 10 Vereine Dorset Premier League – 16 Vereine Essex Alliance League – 14 Vereine Essex & Suffolk Border League Premier Division – 16 Vereine Essex Olympian League Premier Division – 16 Vereine Gloucestershire County League – 16 Vereine Hampshire Premier League Senior Division – 16 Vereine Herefordshire Football Association County League Premier Division – 15 Vereine Hertfordshire Senior County League Premier Division – 16 Vereine Humber Premier League Premier Division – 16 Vereine Kent County League Premier Division – 16 Vereine Leicestershire Senior League Premier Division – 16 Vereine Lincolnshire League – 14 Vereine Liverpool Premier League Premier Division – 16 Vereine Manchester League Premier Division – 16 Vereine Mid-Sussex League Premier Division – 16 Vereine Middlesex County League Premier Division – 16 Vereine Midland League Division Two – 16 Vereine | Anglian Combination Premier Division – 16 Vereine Bedfordshire County League Premier Division – 16 Vereine Cambridgeshire County League Premier Division – 16 Vereine Central Midlands League Premier Division North – 16 Vereine Central Midlands League Premier Division South – 16 Vereine Cheshire League Premier Division – 16 Vereine Combined Counties League Division Two – 16 Vereine Devon Football League North & East Division – 12 Vereine Devon Football League South & West Division – 10 Vereine Dorset Premier League – 16 Vereine Essex Alliance League – 14 Vereine Essex & Suffolk Border League Premier Division – 16 Vereine Essex Olympian League Premier Division – 16 Vereine Gloucestershire County League – 16 Vereine Hampshire Premier League Senior Division – 16 Vereine Herefordshire Football Association County League Premier Division – 15 Vereine Hertfordshire Senior County League Premier Division – 16 Vereine Humber Premier League Premier Division – 16 Vereine Kent County League Premier Division – 16 Vereine Leicestershire Senior League Premier Division – 16 Vereine Lincolnshire League – 14 Vereine Liverpool Premier League Premier Division – 16 Vereine Manchester League Premier Division – 16 Vereine Mid-Sussex League Premier Division – 16 Vereine Middlesex County League Premier Division – 16 Vereine Midland League Division Two – 16 Vereine | Anglian Combination Premier Division – 16 Vereine Bedfordshire County League Premier Division – 16 Vereine Cambridgeshire County League Premier Division – 16 Vereine Central Midlands League Premier Division North – 16 Vereine Central Midlands League Premier Division South – 16 Vereine Cheshire League Premier Division – 16 Vereine Combined Counties League Division Two – 16 Vereine Devon Football League North & East Division – 12 Vereine Devon Football League South & West Division – 10 Vereine Dorset Premier League – 16 Vereine Essex Alliance League – 14 Vereine Essex & Suffolk Border League Premier Division – 16 Vereine Essex Olympian League Premier Division – 16 Vereine Gloucestershire County League – 16 Vereine Hampshire Premier League Senior Division – 16 Vereine Herefordshire Football Association County League Premier Division – 15 Vereine Hertfordshire Senior County League Premier Division – 16 Vereine Humber Premier League Premier Division – 16 Vereine Kent County League Premier Division – 16 Vereine Leicestershire Senior League Premier Division – 16 Vereine Lincolnshire League – 14 Vereine Liverpool Premier League Premier Division – 16 Vereine Manchester League Premier Division – 16 Vereine Mid-Sussex League Premier Division – 16 Vereine Middlesex County League Premier Division – 16 Vereine Midland League Division Two – 16 Vereine | Anglian Combination Premier Division – 16 Vereine Bedfordshire County League Premier Division – 16 Vereine Cambridgeshire County League Premier Division – 16 Vereine Central Midlands League Premier Division North – 16 Vereine Central Midlands League Premier Division South – 16 Vereine Cheshire League Premier Division – 16 Vereine Combined Counties League Division Two – 16 Vereine Devon Football League North & East Division – 12 Vereine Devon Football League South & West Division – 10 Vereine Dorset Premier League – 16 Vereine Essex Alliance League – 14 Vereine Essex & Suffolk Border League Premier Division – 16 Vereine Essex Olympian League Premier Division – 16 Vereine Gloucestershire County League – 16 Vereine Hampshire Premier League Senior Division – 16 Vereine Herefordshire Football Association County League Premier Division – 15 Vereine Hertfordshire Senior County League Premier Division – 16 Vereine Humber Premier League Premier Division – 16 Vereine Kent County League Premier Division – 16 Vereine Leicestershire Senior League Premier Division – 16 Vereine Lincolnshire League – 14 Vereine Liverpool Premier League Premier Division – 16 Vereine Manchester League Premier Division – 16 Vereine Mid-Sussex League Premier Division – 16 Vereine Middlesex County League Premier Division – 16 Vereine Midland League Division Two – 16 Vereine | North Riding League Premier Division – 16 Vereine Northamptonshire Combination League Premier Division – 16 Vereine Northern Alliance Premier Division – 16 Vereine Nottinghamshire Senior League Senior Division – 16 Vereine Oxfordshire Senior League Premier Division – 16 Vereine Peterborough & District League Premier Division – 16 Vereine Sheffield & Hallamshire County Senior League Premier Division – 15 Vereine Shropshire County Football League Premier Division – 15 Vereine Somerset County League Premier Division – 18 Vereine Southern Combination League Division Two East – 16 Vereine Spartan South Midlands League Division Two – 16 Vereine St Piran League East Division – 16 Vereine St Piran League West Division – 16 Vereine Staffordshire County Senior League Premier Division – 16 Vereine Suffolk & Ipswich League Senior Division – 16 Vereine Surrey Premier County League – 16 Vereine Thames Valley Premier League Premier Division – 16 Vereine Wearside League – 16 Vereine West Cheshire League Division One – 16 Vereine West Lancashire League Premier Division – 16 Vereine West Midlands (Regional) League Division One – 16 Vereine West Yorkshire League Premier Division – 16 Vereine Wiltshire Senior League Premier Division – 16 Vereine York League Premier Division – 16 Vereine Yorkshire Amateur League Supreme Division – 16 Vereine | North Riding League Premier Division – 16 Vereine Northamptonshire Combination League Premier Division – 16 Vereine Northern Alliance Premier Division – 16 Vereine Nottinghamshire Senior League Senior Division – 16 Vereine Oxfordshire Senior League Premier Division – 16 Vereine Peterborough & District League Premier Division – 16 Vereine Sheffield & Hallamshire County Senior League Premier Division – 15 Vereine Shropshire County Football League Premier Division – 15 Vereine Somerset County League Premier Division – 18 Vereine Southern Combination League Division Two East – 16 Vereine Spartan South Midlands League Division Two – 16 Vereine St Piran League East Division – 16 Vereine St Piran League West Division – 16 Vereine Staffordshire County Senior League Premier Division – 16 Vereine Suffolk & Ipswich League Senior Division – 16 Vereine Surrey Premier County League – 16 Vereine Thames Valley Premier League Premier Division – 16 Vereine Wearside League – 16 Vereine West Cheshire League Division One – 16 Vereine West Lancashire League Premier Division – 16 Vereine West Midlands (Regional) League Division One – 16 Vereine West Yorkshire League Premier Division – 16 Vereine Wiltshire Senior League Premier Division – 16 Vereine York League Premier Division – 16 Vereine Yorkshire Amateur League Supreme Division – 16 Vereine | North Riding League Premier Division – 16 Vereine Northamptonshire Combination League Premier Division – 16 Vereine Northern Alliance Premier Division – 16 Vereine Nottinghamshire Senior League Senior Division – 16 Vereine Oxfordshire Senior League Premier Division – 16 Vereine Peterborough & District League Premier Division – 16 Vereine Sheffield & Hallamshire County Senior League Premier Division – 15 Vereine Shropshire County Football League Premier Division – 15 Vereine Somerset County League Premier Division – 18 Vereine Southern Combination League Division Two East – 16 Vereine Spartan South Midlands League Division Two – 16 Vereine St Piran League East Division – 16 Vereine St Piran League West Division – 16 Vereine Staffordshire County Senior League Premier Division – 16 Vereine Suffolk & Ipswich League Senior Division – 16 Vereine Surrey Premier County League – 16 Vereine Thames Valley Premier League Premier Division – 16 Vereine Wearside League – 16 Vereine West Cheshire League Division One – 16 Vereine West Lancashire League Premier Division – 16 Vereine West Midlands (Regional) League Division One – 16 Vereine West Yorkshire League Premier Division – 16 Vereine Wiltshire Senior League Premier Division – 16 Vereine York League Premier Division – 16 Vereine Yorkshire Amateur League Supreme Division – 16 Vereine | North Riding League Premier Division – 16 Vereine Northamptonshire Combination League Premier Division – 16 Vereine Northern Alliance Premier Division – 16 Vereine Nottinghamshire Senior League Senior Division – 16 Vereine Oxfordshire Senior League Premier Division – 16 Vereine Peterborough & District League Premier Division – 16 Vereine Sheffield & Hallamshire County Senior League Premier Division – 15 Vereine Shropshire County Football League Premier Division – 15 Vereine Somerset County League Premier Division – 18 Vereine Southern Combination League Division Two East – 16 Vereine Spartan South Midlands League Division Two – 16 Vereine St Piran League East Division – 16 Vereine St Piran League West Division – 16 Vereine Staffordshire County Senior League Premier Division – 16 Vereine Suffolk & Ipswich League Senior Division – 16 Vereine Surrey Premier County League – 16 Vereine Thames Valley Premier League Premier Division – 16 Vereine Wearside League – 16 Vereine West Cheshire League Division One – 16 Vereine West Lancashire League Premier Division – 16 Vereine West Midlands (Regional) League Division One – 16 Vereine West Yorkshire League Premier Division – 16 Vereine Wiltshire Senior League Premier Division – 16 Vereine York League Premier Division – 16 Vereine Yorkshire Amateur League Supreme Division – 16 Vereine | North Riding League Premier Division – 16 Vereine Northamptonshire Combination League Premier Division – 16 Vereine Northern Alliance Premier Division – 16 Vereine Nottinghamshire Senior League Senior Division – 16 Vereine Oxfordshire Senior League Premier Division – 16 Vereine Peterborough & District League Premier Division – 16 Vereine Sheffield & Hallamshire County Senior League Premier Division – 15 Vereine Shropshire County Football League Premier Division – 15 Vereine Somerset County League Premier Division – 18 Vereine Southern Combination League Division Two East – 16 Vereine Spartan South Midlands League Division Two – 16 Vereine St Piran League East Division – 16 Vereine St Piran League West Division – 16 Vereine Staffordshire County Senior League Premier Division – 16 Vereine Suffolk & Ipswich League Senior Division – 16 Vereine Surrey Premier County League – 16 Vereine Thames Valley Premier League Premier Division – 16 Vereine Wearside League – 16 Vereine West Cheshire League Division One – 16 Vereine West Lancashire League Premier Division – 16 Vereine West Midlands (Regional) League Division One – 16 Vereine West Yorkshire League Premier Division – 16 Vereine Wiltshire Senior League Premier Division – 16 Vereine York League Premier Division – 16 Vereine Yorkshire Amateur League Supreme Division – 16 Vereine | North Riding League Premier Division – 16 Vereine Northamptonshire Combination League Premier Division – 16 Vereine Northern Alliance Premier Division – 16 Vereine Nottinghamshire Senior League Senior Division – 16 Vereine Oxfordshire Senior League Premier Division – 16 Vereine Peterborough & District League Premier Division – 16 Vereine Sheffield & Hallamshire County Senior League Premier Division – 15 Vereine Shropshire County Football League Premier Division – 15 Vereine Somerset County League Premier Division – 18 Vereine Southern Combination League Division Two East – 16 Vereine Spartan South Midlands League Division Two – 16 Vereine St Piran League East Division – 16 Vereine St Piran League West Division – 16 Vereine Staffordshire County Senior League Premier Division – 16 Vereine Suffolk & Ipswich League Senior Division – 16 Vereine Surrey Premier County League – 16 Vereine Thames Valley Premier League Premier Division – 16 Vereine Wearside League – 16 Vereine West Cheshire League Division One – 16 Vereine West Lancashire League Premier Division – 16 Vereine West Midlands (Regional) League Division One – 16 Vereine West Yorkshire League Premier Division – 16 Vereine Wiltshire Senior League Premier Division – 16 Vereine York League Premier Division – 16 Vereine Yorkshire Amateur League Supreme Division – 16 Vereine | North Riding League Premier Division – 16 Vereine Northamptonshire Combination League Premier Division – 16 Vereine Northern Alliance Premier Division – 16 Vereine Nottinghamshire Senior League Senior Division – 16 Vereine Oxfordshire Senior League Premier Division – 16 Vereine Peterborough & District League Premier Division – 16 Vereine Sheffield & Hallamshire County Senior League Premier Division – 15 Vereine Shropshire County Football League Premier Division – 15 Vereine Somerset County League Premier Division – 18 Vereine Southern Combination League Division Two East – 16 Vereine Spartan South Midlands League Division Two – 16 Vereine St Piran League East Division – 16 Vereine St Piran League West Division – 16 Vereine Staffordshire County Senior League Premier Division – 16 Vereine Suffolk & Ipswich League Senior Division – 16 Vereine Surrey Premier County League – 16 Vereine Thames Valley Premier League Premier Division – 16 Vereine Wearside League – 16 Vereine West Cheshire League Division One – 16 Vereine West Lancashire League Premier Division – 16 Vereine West Midlands (Regional) League Division One – 16 Vereine West Yorkshire League Premier Division – 16 Vereine Wiltshire Senior League Premier Division – 16 Vereine York League Premier Division – 16 Vereine Yorkshire Amateur League Supreme Division – 16 Vereine | North Riding League Premier Division – 16 Vereine Northamptonshire Combination League Premier Division – 16 Vereine Northern Alliance Premier Division – 16 Vereine Nottinghamshire Senior League Senior Division – 16 Vereine Oxfordshire Senior League Premier Division – 16 Vereine Peterborough & District League Premier Division – 16 Vereine Sheffield & Hallamshire County Senior League Premier Division – 15 Vereine Shropshire County Football League Premier Division – 15 Vereine Somerset County League Premier Division – 18 Vereine Southern Combination League Division Two East – 16 Vereine Spartan South Midlands League Division Two – 16 Vereine St Piran League East Division – 16 Vereine St Piran League West Division – 16 Vereine Staffordshire County Senior League Premier Division – 16 Vereine Suffolk & Ipswich League Senior Division – 16 Vereine Surrey Premier County League – 16 Vereine Thames Valley Premier League Premier Division – 16 Vereine Wearside League – 16 Vereine West Cheshire League Division One – 16 Vereine West Lancashire League Premier Division – 16 Vereine West Midlands (Regional) League Division One – 16 Vereine West Yorkshire League Premier Division – 16 Vereine Wiltshire Senior League Premier Division – 16 Vereine York League Premier Division – 16 Vereine Yorkshire Amateur League Supreme Division – 16 Vereine | North Riding League Premier Division – 16 Vereine Northamptonshire Combination League Premier Division – 16 Vereine Northern Alliance Premier Division – 16 Vereine Nottinghamshire Senior League Senior Division – 16 Vereine Oxfordshire Senior League Premier Division – 16 Vereine Peterborough & District League Premier Division – 16 Vereine Sheffield & Hallamshire County Senior League Premier Division – 15 Vereine Shropshire County Football League Premier Division – 15 Vereine Somerset County League Premier Division – 18 Vereine Southern Combination League Division Two East – 16 Vereine Spartan South Midlands League Division Two – 16 Vereine St Piran League East Division – 16 Vereine St Piran League West Division – 16 Vereine Staffordshire County Senior League Premier Division – 16 Vereine Suffolk & Ipswich League Senior Division – 16 Vereine Surrey Premier County League – 16 Vereine Thames Valley Premier League Premier Division – 16 Vereine Wearside League – 16 Vereine West Cheshire League Division One – 16 Vereine West Lancashire League Premier Division – 16 Vereine West Midlands (Regional) League Division One – 16 Vereine West Yorkshire League Premier Division – 16 Vereine Wiltshire Senior League Premier Division – 16 Vereine York League Premier Division – 16 Vereine Yorkshire Amateur League Supreme Division – 16 Vereine | North Riding League Premier Division – 16 Vereine Northamptonshire Combination League Premier Division – 16 Vereine Northern Alliance Premier Division – 16 Vereine Nottinghamshire Senior League Senior Division – 16 Vereine Oxfordshire Senior League Premier Division – 16 Vereine Peterborough & District League Premier Division – 16 Vereine Sheffield & Hallamshire County Senior League Premier Division – 15 Vereine Shropshire County Football League Premier Division – 15 Vereine Somerset County League Premier Division – 18 Vereine Southern Combination League Division Two East – 16 Vereine Spartan South Midlands League Division Two – 16 Vereine St Piran League East Division – 16 Vereine St Piran League West Division – 16 Vereine Staffordshire County Senior League Premier Division – 16 Vereine Suffolk & Ipswich League Senior Division – 16 Vereine Surrey Premier County League – 16 Vereine Thames Valley Premier League Premier Division – 16 Vereine Wearside League – 16 Vereine West Cheshire League Division One – 16 Vereine West Lancashire League Premier Division – 16 Vereine West Midlands (Regional) League Division One – 16 Vereine West Yorkshire League Premier Division – 16 Vereine Wiltshire Senior League Premier Division – 16 Vereine York League Premier Division – 16 Vereine Yorkshire Amateur League Supreme Division – 16 Vereine | North Riding League Premier Division – 16 Vereine Northamptonshire Combination League Premier Division – 16 Vereine Northern Alliance Premier Division – 16 Vereine Nottinghamshire Senior League Senior Division – 16 Vereine Oxfordshire Senior League Premier Division – 16 Vereine Peterborough & District League Premier Division – 16 Vereine Sheffield & Hallamshire County Senior League Premier Division – 15 Vereine Shropshire County Football League Premier Division – 15 Vereine Somerset County League Premier Division – 18 Vereine Southern Combination League Division Two East – 16 Vereine Spartan South Midlands League Division Two – 16 Vereine St Piran League East Division – 16 Vereine St Piran League West Division – 16 Vereine Staffordshire County Senior League Premier Division – 16 Vereine Suffolk & Ipswich League Senior Division – 16 Vereine Surrey Premier County League – 16 Vereine Thames Valley Premier League Premier Division – 16 Vereine Wearside League – 16 Vereine West Cheshire League Division One – 16 Vereine West Lancashire League Premier Division – 16 Vereine West Midlands (Regional) League Division One – 16 Vereine West Yorkshire League Premier Division – 16 Vereine Wiltshire Senior League Premier Division – 16 Vereine York League Premier Division – 16 Vereine Yorkshire Amateur League Supreme Division – 16 Vereine | North Riding League Premier Division – 16 Vereine Northamptonshire Combination League Premier Division – 16 Vereine Northern Alliance Premier Division – 16 Vereine Nottinghamshire Senior League Senior Division – 16 Vereine Oxfordshire Senior League Premier Division – 16 Vereine Peterborough & District League Premier Division – 16 Vereine Sheffield & Hallamshire County Senior League Premier Division – 15 Vereine Shropshire County Football League Premier Division – 15 Vereine Somerset County League Premier Division – 18 Vereine Southern Combination League Division Two East – 16 Vereine Spartan South Midlands League Division Two – 16 Vereine St Piran League East Division – 16 Vereine St Piran League West Division – 16 Vereine Staffordshire County Senior League Premier Division – 16 Vereine Suffolk & Ipswich League Senior Division – 16 Vereine Surrey Premier County League – 16 Vereine Thames Valley Premier League Premier Division – 16 Vereine Wearside League – 16 Vereine West Cheshire League Division One – 16 Vereine West Lancashire League Premier Division – 16 Vereine West Midlands (Regional) League Division One – 16 Vereine West Yorkshire League Premier Division – 16 Vereine Wiltshire Senior League Premier Division – 16 Vereine York League Premier Division – 16 Vereine Yorkshire Amateur League Supreme Division – 16 Vereine | North Riding League Premier Division – 16 Vereine Northamptonshire Combination League Premier Division – 16 Vereine Northern Alliance Premier Division – 16 Vereine Nottinghamshire Senior League Senior Division – 16 Vereine Oxfordshire Senior League Premier Division – 16 Vereine Peterborough & District League Premier Division – 16 Vereine Sheffield & Hallamshire County Senior League Premier Division – 15 Vereine Shropshire County Football League Premier Division – 15 Vereine Somerset County League Premier Division – 18 Vereine Southern Combination League Division Two East – 16 Vereine Spartan South Midlands League Division Two – 16 Vereine St Piran League East Division – 16 Vereine St Piran League West Division – 16 Vereine Staffordshire County Senior League Premier Division – 16 Vereine Suffolk & Ipswich League Senior Division – 16 Vereine Surrey Premier County League – 16 Vereine Thames Valley Premier League Premier Division – 16 Vereine Wearside League – 16 Vereine West Cheshire League Division One – 16 Vereine West Lancashire League Premier Division – 16 Vereine West Midlands (Regional) League Division One – 16 Vereine West Yorkshire League Premier Division – 16 Vereine Wiltshire Senior League Premier Division – 16 Vereine York League Premier Division – 16 Vereine Yorkshire Amateur League Supreme Division – 16 Vereine | North Riding League Premier Division – 16 Vereine Northamptonshire Combination League Premier Division – 16 Vereine Northern Alliance Premier Division – 16 Vereine Nottinghamshire Senior League Senior Division – 16 Vereine Oxfordshire Senior League Premier Division – 16 Vereine Peterborough & District League Premier Division – 16 Vereine Sheffield & Hallamshire County Senior League Premier Division – 15 Vereine Shropshire County Football League Premier Division – 15 Vereine Somerset County League Premier Division – 18 Vereine Southern Combination League Division Two East – 16 Vereine Spartan South Midlands League Division Two – 16 Vereine St Piran League East Division – 16 Vereine St Piran League West Division – 16 Vereine Staffordshire County Senior League Premier Division – 16 Vereine Suffolk & Ipswich League Senior Division – 16 Vereine Surrey Premier County League – 16 Vereine Thames Valley Premier League Premier Division – 16 Vereine Wearside League – 16 Vereine West Cheshire League Division One – 16 Vereine West Lancashire League Premier Division – 16 Vereine West Midlands (Regional) League Division One – 16 Vereine West Yorkshire League Premier Division – 16 Vereine Wiltshire Senior League Premier Division – 16 Vereine York League Premier Division – 16 Vereine Yorkshire Amateur League Supreme Division – 16 Vereine | North Riding League Premier Division – 16 Vereine Northamptonshire Combination League Premier Division – 16 Vereine Northern Alliance Premier Division – 16 Vereine Nottinghamshire Senior League Senior Division – 16 Vereine Oxfordshire Senior League Premier Division – 16 Vereine Peterborough & District League Premier Division – 16 Vereine Sheffield & Hallamshire County Senior League Premier Division – 15 Vereine Shropshire County Football League Premier Division – 15 Vereine Somerset County League Premier Division – 18 Vereine Southern Combination League Division Two East – 16 Vereine Spartan South Midlands League Division Two – 16 Vereine St Piran League East Division – 16 Vereine St Piran League West Division – 16 Vereine Staffordshire County Senior League Premier Division – 16 Vereine Suffolk & Ipswich League Senior Division – 16 Vereine Surrey Premier County League – 16 Vereine Thames Valley Premier League Premier Division – 16 Vereine Wearside League – 16 Vereine West Cheshire League Division One – 16 Vereine West Lancashire League Premier Division – 16 Vereine West Midlands (Regional) League Division One – 16 Vereine West Yorkshire League Premier Division – 16 Vereine Wiltshire Senior League Premier Division – 16 Vereine York League Premier Division – 16 Vereine Yorkshire Amateur League Supreme Division – 16 Vereine | North Riding League Premier Division – 16 Vereine Northamptonshire Combination League Premier Division – 16 Vereine Northern Alliance Premier Division – 16 Vereine Nottinghamshire Senior League Senior Division – 16 Vereine Oxfordshire Senior League Premier Division – 16 Vereine Peterborough & District League Premier Division – 16 Vereine Sheffield & Hallamshire County Senior League Premier Division – 15 Vereine Shropshire County Football League Premier Division – 15 Vereine Somerset County League Premier Division – 18 Vereine Southern Combination League Division Two East – 16 Vereine Spartan South Midlands League Division Two – 16 Vereine St Piran League East Division – 16 Vereine St Piran League West Division – 16 Vereine Staffordshire County Senior League Premier Division – 16 Vereine Suffolk & Ipswich League Senior Division – 16 Vereine Surrey Premier County League – 16 Vereine Thames Valley Premier League Premier Division – 16 Vereine Wearside League – 16 Vereine West Cheshire League Division One – 16 Vereine West Lancashire League Premier Division – 16 Vereine West Midlands (Regional) League Division One – 16 Vereine West Yorkshire League Premier Division – 16 Vereine Wiltshire Senior League Premier Division – 16 Vereine York League Premier Division – 16 Vereine Yorkshire Amateur League Supreme Division – 16 Vereine |
|       | lokale Spielklasse auf den Ebenen 12 bis 22 | | | | | | | | | | | | | | | | | | | | | | | | | | | | | | | |